# Fusione nucleare fredda
Fusione nucleare fredda (anche fusione fredda) è il nome generico attribuito a presunte reazioni di natura nucleare che si produrrebbero a pressioni e a temperature minori di quelle necessarie per ottenere la fusione nucleare, diminuendone così notevolmente le difficoltà tecniche.
L'opinione di gran lunga prevalente all'interno della comunità scientifica è che tutte le evidenze sperimentali proposte non siano altro che l'effetto di errori di misurazione, oppure di fenomeni sostanzialmente chimici, comunque non nucleari.
Il termine divenne molto popolare nel 1989 a seguito di alcuni esperimenti da parte di Martin Fleischmann e Stanley Pons dell'Università dello Utah a Salt Lake City (trasferitisi nel 1992 in Provenza per lavorare presso i laboratori IMRA, parte della Technova Corporation del gruppo Toyota), esperimenti che vennero ripetuti da vari laboratori senza però ottenere conferme del fenomeno in termini di riproducibilità. Ciò alimentò un forte scetticismo scientifico e talora persino l'idea di una bufala o frode scientifica da parte di pseudoscienziati, oltre alla critica di aver divulgato una "scoperta" non sufficientemente verificata. L'esistenza stessa di questi fenomeni è rimasta piuttosto controversa anche negli anni successivi. Alcuni ricercatori che svolgono ricerche in questo campo preferiscono usare più propriamente il termine trasmutazione LENR.
Sulla possibilità di fusione a bassa energia furono pubblicati anche studi teorici, tra i quali quelli di Giuliano Preparata dell'Università di Milano. Tra i tentativi più recenti, nel maggio 2008 Yoshiaki Arata, insieme alla collega Yue-Chang Zhang, ha mostrato pubblicamente ad Osaka un reattore funzionante con pochi grammi di palladio. Anche in questo caso l'esperimento non è stato ripetuto e non ha avuto una pubblicazione scientifica.

## Storia

### I primi lavori
La particolare capacità del palladio di assorbire idrogeno fu riconosciuta alla fine del XIX secolo da Thomas Graham. Nel 1926 due radiochimici, Friedrich Adolf Paneth e K. Peters, pubblicarono un lavoro su una presunta trasformazione spontanea dell'idrogeno in elio per effetto di catalisi nucleare, quando l'idrogeno è assorbito dal palladio a temperatura ambiente. Successivamente questi autori ammisero che la quantità di elio da loro misurata era alterata da un inquinamento di elio presente in modo naturale nell'aria.
Nel 1927 lo scienziato svedese J. Tandberg affermò di aver ottenuto una miscela di idrogeno in elio all'interno di una cella elettrolitica dotata di elettrodi in palladio. Sulla base di questo lavoro richiese nel suo paese un brevetto dal titolo: "Metodo che produce elio ed utili reazioni energetiche". Dopo la scoperta del deuterio, nel 1932, Tandberg continuò i suoi esperimenti con l'acqua pesante. A causa però della precedente scoperta di Paneth e Peters, seguita poi dalla sua ritrattazione, il brevetto di Tandberg sarebbe comunque risultato non valido.
Il termine fusione fredda ("cold fusion") fu coniato nel 1986 da Paul Palmer, della Brigham Young University, durante una ricerca di geo-fusione (geo-fusion) sulla possibilità di esistenza di fenomeni di fusione all'interno dei nuclei planetari.

### L'annuncio di Fleischmann e Pons
Negli anni sessanta Fleischmann annunciò che stava iniziando ad investigare sulla possibilità che alcune reazioni chimiche potessero influenzare i processi nucleari.
Predisse che gli effetti collettivi da lui esplorati avrebbero potuto richiedere l'elettrodinamica quantistica per essere calcolati, potendo condurre a risultati più significativi rispetto agli effetti indicati dalla meccanica quantistica. Affermò inoltre che nel 1983 aveva raggiunto un'evidenza sperimentale che lo portava a credere che nella fase condensata i sistemi sviluppassero strutture coerenti piuttosto evidenti, con dimensioni dell'ordine dei 10−7 m (1/10.000 mm).
Come conseguenza di questi studi, Fleischmann e Pons iniziarono nel 1984 i loro esperimenti sulla fusione fredda.

### La cella utilizzata per i primi esperimenti

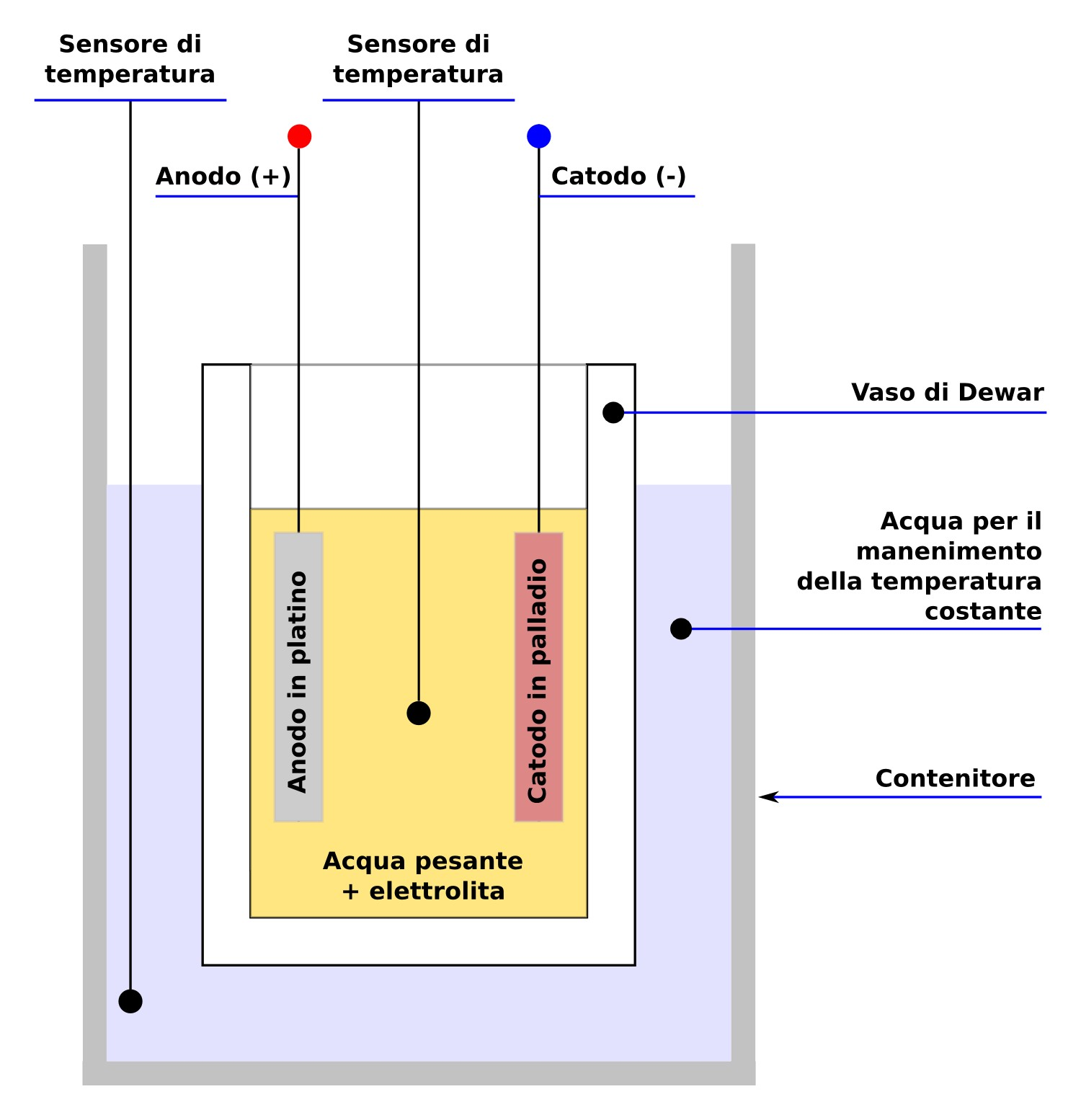
Cella elettrolitica di Fleischmann & Pons, nella versione del 1989

La configurazione iniziale della cella di Fleischmann e Pons utilizzava un vaso di Dewar (vaso di vetro a doppia parete al cui interno era stato fatto il vuoto) riempito di acqua pesante per svolgere l'elettrolisi, in modo che fosse minima la dispersione termica (meno del 5% durante la durata di un tipico esperimento). La cella era poi immersa in un bagno termostatato a temperatura costante in modo da eliminare gli effetti di sorgenti di calore esterne.
I due scienziati utilizzarono una cella aperta, in modo da eliminare la pericolosa formazione di sacche di deuterio e ossigeno risultanti dalle reazioni di elettrolisi, anche se ciò avrebbe favorito qualche perdita termica e comportava quindi il ricalcolo della minore potenza prodotta dalla cella stessa a causa della perdita. Questa configurazione, a causa dell'evaporazione del liquido, rendeva necessario rabboccare di tanto in tanto il vaso con nuova acqua pesante. I due scienziati fecero poi notare che se la cella era alta e stretta, le bolle di gas prodotte dalla elettrolisi potevano mescolare l'acqua pesante contenuta e portarla ad una temperatura uniforme.
Una particolare attenzione era poi stata riposta nell'utilizzo di un catodo di palladio e di un elettrolita di grande purezza, in modo da prevenire la possibilità di formazione di residui sulla superficie; questo specialmente per gli esperimenti più lunghi.
La cella era corredata di un termistore per la misura della temperatura dell'elettrolita, e di un riscaldatore elettrico per la generazione degli impulsi di calore necessari a compensare le perdite di calore dovute alla evaporazione del gas. Dopo la compensazione (calibratura) era possibile ottenere con relativa facilità il valore del calore generato dalla reazione.
Una corrente costante fu applicata alla cella per un periodo di diverse settimane, e quindi fu necessario rabboccare via via la cella con nuova acqua pesante. Per la maggior parte del tempo la potenza elettrica immessa nella cella rimase praticamente uguale a quella dispersa dalla cella stessa, evidenziando un funzionamento della cella secondo le consuete leggi dell'elettrochimica. In queste condizioni la temperatura della cella era di circa 30 °C. In certi momenti, però, e solo per alcuni esperimenti, la temperatura aumentava improvvisamente, sino a circa 50 °C, senza che fosse variata la potenza elettrica in ingresso; questo fenomeno poteva durare due o più giorni. In questi particolari momenti la potenza generata poteva essere superiore a 20 volte la potenza elettrica applicata in ingresso alla cella. In altri casi questi repentini innalzamenti di temperatura non venivano riscontrati per molto tempo e quindi la cella veniva spenta. La temperatura della cella era misurata con un termistore, mentre un altro termistore era posto direttamente sul catodo, in modo da poterne misurare la temperatura durante gli eventi di surriscaldamento.
L'efficacia di quel metodo di rilevamento è stata spesso elemento di contestazione. L'esperimento, nel suo insieme, è stato poi criticato da Wilson, e altri esperimenti basati sull'utilizzo di celle aperte sono stati criticati da Shkedi e Jones.
Tuttavia molti ricercatori che hanno fatto sperimentazione sulla fusione fredda hanno trovato tali critiche non convincenti e comunque non applicabili in altre tipologie di esperimenti.

### Comunicazione alla stampa ed inizio del dibattito
La fusione fredda venne improvvisamente alla ribalta il 23 marzo 1989, quando i chimici Martin Fleischmann dell'Università di Southampton in Inghilterra e Stanley Pons dell'Università dello Utah, annunciarono alla stampa di essere riusciti a realizzarla.
La dichiarazione fu resa alla stampa il 23 marzo 1989, in un clima internazionale assai sensibile alle proposte di metodi alternativi di produzione energetica, essendo ancora vivo il dibattito sul nucleare, acutizzato sia dal disastro di Černobyl' del 26 aprile 1986 sia dal disastro ecologico della petroliera Exxon Valdez, avvenuto qualche mese prima.
Per cause non del tutto chiare, i due ricercatori pubblicarono la conferenza stampa prima che ne apparisse la pubblicazione su una rivista scientifica, pubblicazione che avvenne il successivo 10 aprile con un breve articolo scritto per il Journal of Electroanalytical Chemistry. L'articolo, a giudizio di molti esponenti del mondo scientifico, era stato scritto in modo affrettato, incompleto e conteneva alcuni errori sostanziali sulla misura dell'emissione di raggi gamma.
Nella conferenza stampa Fleischmann e Pons avevano affermato di aver ricavato una considerevole quantità di energia termica da una particolare cella elettrolitica fatta di due elettrodi di cui l'anodo consisteva in un elemento di platino, mentre il catodo era realizzato da un elemento in palladio, il tutto immerso in un elettrolita a base di acqua pesante (2H2O). Inoltre i due ricercatori avevano affermato che, oltre alla notevole quantità di energia termica prodotta, la cella produceva anche un raro isotopo stabile dell'elio (3He), la cui presenza poteva essere spiegata come la cenere prodotta da una particolare reazione nucleare di fusione secondo la reazione:
2H + 2H → 3He (0,82 MeV) + n (2,45 MeV)
A conferma e prova dell'avvenuta reazione nucleare, i due chimici portavano le misure calorimetriche dell'energia rilasciata dalla reazione e le misure di irraggiamento neutronico, dovute ai neutroni ad alta energia rilasciati dalla reazione dei nuclei di deuterio.
Il 12 aprile Stanley Pons fece una presentazione trionfale dei risultati ottenuti al congresso annuale della Società Americana di Chimica (ACS), mentre l'Università dello Utah chiedeva al Congresso degli Stati Uniti un finanziamento di 25 milioni di dollari per proseguire le ricerche. Lo stesso Pons, al congresso della ACS, aveva dichiarato che la fusione fredda avrebbe fornito energia in eccesso con un dispositivo che si poteva definire "tascabile" se confrontato con gli apparati ben più complessi necessari per la fusione nucleare "calda". Per questo motivo, Pons ricevette un invito a incontrarsi con i rappresentanti del presidente Bush all'inizio di maggio dello stesso anno.

### Le prime polemiche
Le polemiche cominciarono a montare alla successiva conferenza della American Physical Society, il 1º maggio 1989, a Baltimora. Furono riportati i risultati di una collaborazione fra un gruppo dei Laboratori Nazionali di Brookhaven e l'Università Yale che, riproducendo il dispositivo utilizzato da Fleischmann e Pons, non ottenevano né energia in eccesso né soprattutto produzione di neutroni. Simili risultati furono poi riportati anche da ricercatori dei laboratori di Harwell, vicino a Oxford.
In novembre, uno speciale gruppo di scienziati incaricati dal Dipartimento dell'Energia statunitense (DOE) si pronunciò in modo negativo sulla fusione fredda, mentre già alla fine del 1989 e negli anni seguenti negli Stati Uniti la fusione fredda veniva identificata come un fenomeno di pseudoscienza.

Negli anni novanta negli Stati Uniti la ricerca sulla fusione fredda fu scarsa, mentre cominciavano ad emergere gruppi che se ne occupavano in Europa e Asia. Nel luglio del 1990 Fleischmann e Pons correggevano il loro articolo iniziale con un ponderoso lavoro di oltre 50 pagine, nel quale spiegavano i dettagli del loro esperimento. Cominciavano anche ad emergere i retroscena della vicenda del 1989. Nel 1991 Eugene Mallove, che era caporedattore scientifico dell'ufficio stampa del MIT, ammise che l'importante relazione scritta dal centro ricerche sui plasmi del MIT nel 1989 e che aveva avuto un'influenza non piccola nelle polemiche sulla fusione fredda, contenesse dei grafici in cui i dati erano stati modificati senza alcuna spiegazione. Secondo Mallove, questo avrebbe precluso qualsiasi tentativo di ottenere calore da dispositivi a fusione fredda al MIT, in modo da evitare possibili cali nei finanziamenti della fusione "calda".
Una voce ancora più autorevole fu quella del premio Nobel Julian Schwinger che nel 1990 ammetteva che molte redazioni di riviste scientifiche si fossero adeguate alle pressioni negative degli ambienti accademici contro la fusione fredda.

### Le ricerche di Morrison
Il fisico Douglas R.O. Morrison ha scritto nel 1991 un articolo di critica sulla fusione fredda, prendendo spunto dai vari esperimenti fatti nei due anni precedenti.
Nel riassunto dell'articolo, poi, vengono fatte diverse considerazioni, tra le quali:
- non vi è produzione di calore di eccesso.
- È evidente che il bilancio finale è fortemente contro la presenza di prodotti di fusione.
- È stata osservata una curiosa regionalizzazione dei risultati.

L'articolo si conclude con la seguente considerazione: La fusione fredda si spiega meglio come un esempio di "scienza patologica".

### Difficoltà nella riproducibilità del fenomeno
Una della caratteristiche che hanno creato fin dall'inizio critiche da una parte della comunità scientifica (nonché accese polemiche), è stata la scarsa riproducibilità degli esperimenti lamentata dai ricercatori. Fin da quando Fleischmann e Pons il 13 marzo 1989 inviarono al Journal of Electroanalytical Chemistry la pubblicazione con le loro ricerche, decine di laboratori affermarono di avere fatto centinaia di tentativi di replicazione, senza una sufficiente quantità di esiti sicuramente positivi, deducendo che le condizioni alle quali il fenomeno si poteva produrre apparivano rare, particolari e quasi del tutto ignote anche agli scopritori, oppure questi si basavano su effetti non reali o spiegabili solo con particolari fenomeni di origine elettrochimica.
Questa difficoltà nella dimostrazione oggettiva del fenomeno, unita ad una particolare situazione di grande attesa da parte del pubblico (amplificata dall'atteggiamento sensazionalistico dei media) fecero sì che alla fine si gettasse discredito sull'intero argomento.
Per contro, vari ricercatori che operano nel campo della fusione fredda avanzarono varie spiegazioni a giustificazione di questa difficoltà: essi sostenevano che il protocollo da seguire redatto dai ricercatori Fleischmann, Martin & Pons non includeva una condizione assolutamente necessaria affinché il fenomeno stesso potesse svilupparsi, ovvero che fosse raggiunto un rapporto di caricamento estremamente elevato, da parte del deuterio, nella matrice di palladio, rapporto che doveva essere, come poi fu teoricamente dimostrato dai lavori di Giuliano Preparata, uguale o superiore a 0,95. Senza la conoscenza e successiva applicazione di questa informazione non era possibile ottenere una sufficiente costanza nei risultati da parte di chi tentò di riprodurre l'esperimento.

### I dubbi sulla realtà fisica del fenomeno
Una consistente parte della comunità scientifica internazionale ha accolto con scetticismo e sfiducia i risultati sperimentali, risultati che spesso hanno suscitato grosse polemiche. Uno degli argomenti più citati dai detrattori sulla realtà delle caratteristiche nucleari del fenomeno della fusione fredda, è quello secondo cui in essa si produce un numero di particelle nucleari troppo basso per giustificare il calore prodotto. Inoltre esistono ancora moltissime controversie (principalmente di tipo teorico) sulla natura e sui meccanismi della fusione fredda.
A posteriori, Fleischmann e Pons riconobbero alcuni errori nella misura dell'energia rilasciata dalla cella elettrolitica, e soprattutto nella misura del flusso di neutroni che sarebbero stati prodotti dalla reazione; tuttavia non smentirono mai di avere effettivamente misurato una contaminazione di elio negli elettrodi, adducendo questo fatto a prova dell'eventuale presenza di una reazione di natura nucleare. Sulla natura nucleare di quest'energia nel corso degli anni furono effettuati vari test ed esperimenti, ad esempio quello compiuto nel 2002 sotto la supervisione di Carlo Rubbia dai laboratori italiani dell'ENEA di Frascati, vicino a Roma.
Secondo alcuni studiosi, le reazioni del mondo accademico ai molti risultati negativi ottenuti da vari laboratori nel tentativo di replicare il fenomeno, specie negli Stati Uniti, furono più simili ad un'azione di censura che non ad una legittima critica scientifica ai risultati sperimentali. Secondo altri, i meccanismi di finanziamento della ricerca scientifica hanno invece fatto sì che la ricerca della fusione fredda proseguisse nonostante l'assenza di evidenze condivise.
A distanza di più di 10 anni dall'episodio, come ha indicato il premio Nobel Carlo Rubbia in un convegno nel 2000 in ricordo di Giuliano Preparata, si può affermare che la fusione fredda sia stata presentata nel 1989 in modo affrettato, creando eccessive aspettative: ciò fu in parte dovuto al fatto che Fleischmann e Pons erano chimici, e non avevano diretta esperienza del tipo di misure necessarie per provare che un'effettiva reazione di fusione fosse avvenuta.

## Ipotesi teoriche
La stessa possibilità teorica di reazioni di fusione nucleare fredda è controversa. Secondo i sostenitori delle teorie che permetterebbero tale fenomeno, analogamente ad ogni fenomeno di fusione nucleare, anche per ottenere la fusione nucleare fredda è necessario avvicinare i nuclei atomici di deuterio e trizio a distanze tali da vincere la reciproca forza coulombiana di repulsione dei nuclei carichi positivamente. Tuttavia, diversamente dalle reazioni di fusione termonucleare "calda", essi affermano che si può raggiungere lo stesso risultato spendendo molta meno energia, grazie allo sfruttamento di un catalizzatore, quale ad esempio il palladio. A seconda del tipo di catalisi utilizzata, si possono avere vari tipi di fusione nucleare fredda:

### Catalisi da muoni
Il muone è una particella che ha la possibilità di sostituirsi all'elettrone dell'atomo. Se all'atto della sostituzione si dispone di una massa assai maggiore di quella dell'elettrone (circa 200 volte), per il principio di conservazione del momento angolare i muoni dovranno orbitare a distanze molto più prossime al nucleo, schermando quindi maggiormente la repulsione elettrica. Questo permetterà l'avvicinamento tra quei nuclei che hanno sostituito i propri elettroni con muoni, alla distanza necessaria ad innescare una reazione di fusione nucleare, con conseguente emissione di energia.
I muoni, una volta innescata la fusione tra due nuclei, possono sopravvivere e quindi agire come catalizzatori per altre nuove reazioni. Tutti i fisici concordano ormai sulla capacità dei muoni di essere utilizzati come catalizzatori per generare reazioni di fusione nucleare, ma vi è l'oggettiva impossibilità, allo stato attuale della tecnologia, di rendere tali reazioni energeticamente convenienti.

### Confinamento chimico
Il metodo detto del confinamento chimico si basa sulla possibilità di utilizzare la proprietà del palladio (o di altri catalizzatori) di caricare all'interno del proprio reticolo cristallino atomi di idrogeno (o dei suoi isotopi come il deuterio), formando così idruro di palladio oppure, ad esempio, deuteruro di palladio. Una condizione necessaria, ma non sufficiente, è che tale caricamento deve essere assai elevato e deve raggiungere una percentuale di H/Pd o D/Pd, detta anche di caricamento che abbia un valore di almeno il 95%. In altri termini, per ogni atomo di palladio ci deve essere quasi un atomo di idrogeno o deuterio. Una simile condizione è difficile da ottenere in tempi brevi, se non con particolari procedimenti di natura fisica e/o chimica.
Sono stati finora proposti tre tipi di dispositivi a confinamento chimico:

#### 1. Cella elettrolitica
È un dispositivo composto da un contenitore di materiale isolante, riempito con deuterio in soluzione in un elettrolita, con al suo interno due elettrodi conduttivi metallici
Il primo elettrodo, chiamato catodo, è generalmente di palladio o di un altro metallo capace di assorbire gli atomi di idrogeno o deuterio, ed è inoltre collegato al polo negativo di un apposito alimentatore a corrente continua. Il secondo elettrodo, chiamato anodo, è composto da un materiale resistente alla corrosione elettrolitica, come ad esempio il platino, ed è collegato al polo positivo dell'alimentatore. In questo tipo di cella Fleischmann, Pons e Hawkins sostengono di aver osservato una emissione di calore in quantità superiore a quella che ci si potrebbe aspettare in presenza di sole reazioni chimiche.
Esempi di celle elettrolitiche:
- Cella di Fleischmann e Pons
- Esperimenti della SRI (USA) e Vittorio Violante (ENEA)

#### 2. Cella al plasma elettrolitico
La cella al plasma elettrolitico (o cella di T. Ohmori e T. Mizuno) è un dispositivo concettualmente simile alla Cella Elettrolitica, ma funzionante in un regime completamente differente.
Il catodo è normalmente composto da una barra di tungsteno, o altro materiale metallico, capace di sopportare le elevatissime temperature prodotte da una bolla di plasma che si forma, a causa delle particolari condizioni di funzionamento, intorno all'elettrodo stesso.
Esempi di celle al plasma elettrolitico:
- Cella di T. Ohmori e T. Mizuno

#### 3. Cella a gas di deuterio o idrogeno
Alcuni scienziati, ad esempio Yoshiaki Arata, Francesco Piantelli, Sergio Focardi e Francesco Celani, hanno realizzato delle celle dette asciutte, nelle quali al posto di un elettrolita liquido vi è un gas come il deuterio o l'idrogeno, mentre il catodo è in palladio o nichel; in tali catodi, con opportune tecniche, può essere accumulato un grosso quantitativo di gas.
La quantità di gas accumulabile all'interno del reticolo cristallino del metallo può arrivare a circa un atomo di gas per ogni atomo di metallo. Un accumulo così elevato, a certe condizioni non ancora del tutto note, può innescare fenomeni di generazione anomala di calore. Il vantaggio di tali celle, rispetto a quelle elettrolitiche, risiede nella possibilità di effettuare esperimenti in condizioni controllate e, di conseguenza, facilmente riproducibili.
Esempi di celle a gas:
- Cella nichel-idrogeno di Sergio Focardi e Francesco Piantelli
- Cella a nanoparticelle di palladio e gas di deuterio di Yoshiaki Arata

## Ricerca sulla fusione fredda a confinamento chimico
Negli anni che seguirono l'annuncio di Fleischmann e Pons, le ricerche sulla fusione fredda andarono via via scemando in tutto il mondo, rimanendo sempre più un argomento di nicchia, con un numero ufficiale di ricercatori attivi tra le 100 e 200 unità e pochi laboratori. In queste condizioni i progressi nell'approfondimento delle ricerche sono stati abbastanza lenti ed hanno portato a risultati non sempre chiari, anche perché, a causa di un certo disinteresse per l'argomento da parte delle principali riviste del settore, spesso non è stato possibile attivare quell'importantissimo meccanismo di verifica che è il peer review. La fusione fredda continua ad essere oggetto di ricerca in alcuni Paesi, tra cui l'Italia. Qui di seguito una sintesi dei principali esperimenti e dei risultati che ne sono stati dichiarati dai rispettivi autori.

### 1990: il titanio in sostituzione del palladio
Il gruppo italiano guidato dal professor Francesco Scaramuzzi ha realizzato presso l'ENEA di Frascati un esperimento utilizzando il titanio al posto del palladio.
L'esperimento ha evidenziato che quando il titanio assorbe del gas deuterio a bassa temperatura, si verifica un surplus di energia con conseguente emissione di neutroni.

### 1993: possibile presenza di trizio
Le prime critiche sulla realtà del fenomeno della fusione fredda riguardavano la presunta assenza di ceneri, conseguenza prevedibile di una qualche reazione di natura nucleare; nel caso specifico, essendo il fenomeno ipotizzabile come un particolare tipo di reazione di fusione nucleare, i vari gruppi di ricerca hanno immediatamente iniziato a cercare tali ceneri nella forma di un qualche isotopo dell'elio.
Il gruppo di ricercatori capitanati da Fritz G. Will del Department of Chemical and Fuels Engineering, Università di Salt Lake City, nello Utah, ha osservato una correlazione tra la produzione di trizio ed il caricamento di un filo di palladio con un caricamento pari o superiore all'unità.

### 1998-2003: Ohmori e Mizuno sull'elettrolisi al plasma

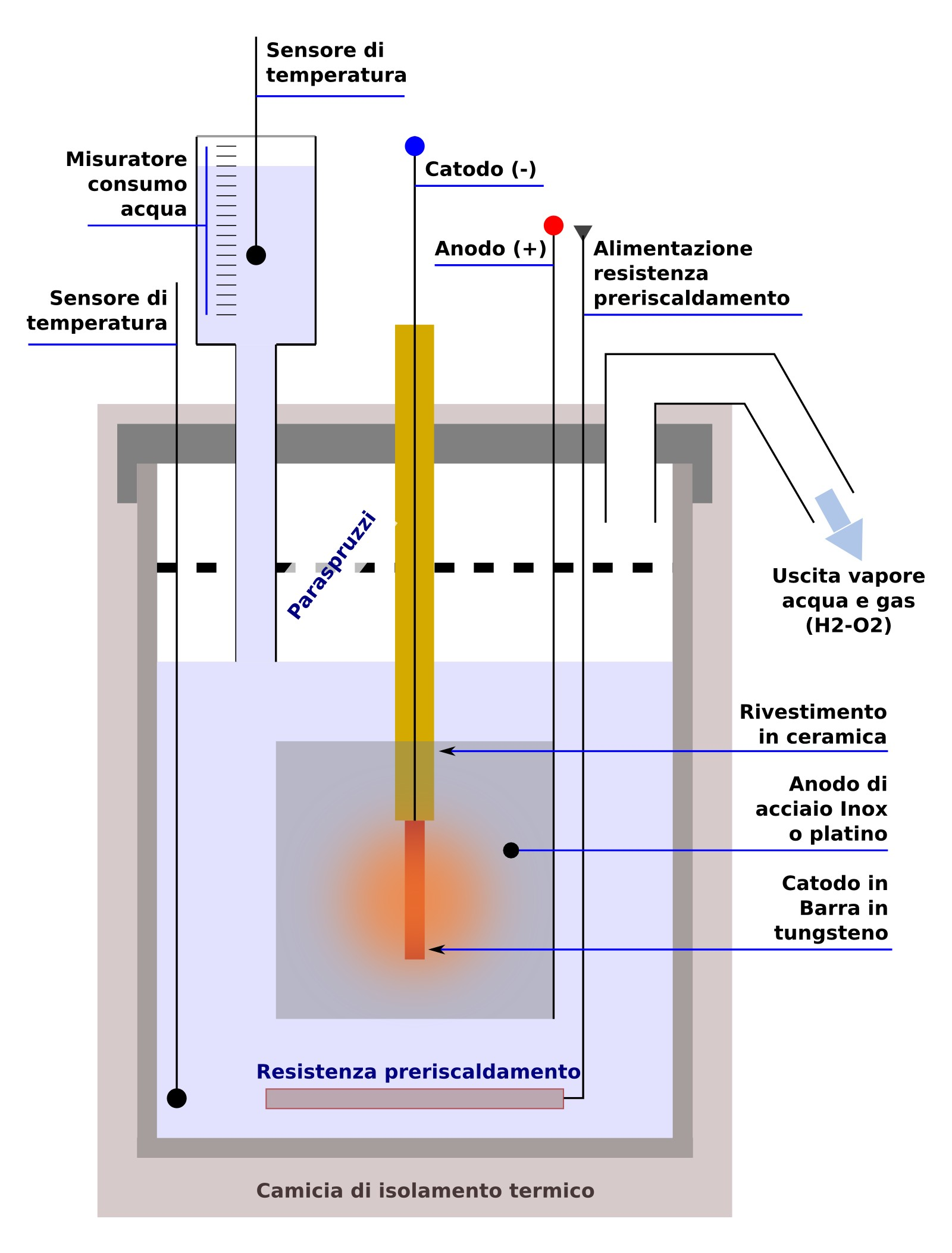
Schema della cella elettrolitica al plasma di Ohmori e Mizuno

Alla fine degli anni novanta, i ricercatori giapponesi T. Ohmori e Tadahiko Mizuno hanno annunciato la possibilità di ottenere reazioni di fusione fredda, con riproducibilità del 100%, senza utilizzare il costoso e raro palladio né l'acqua pesante (D2O), ma solo attraverso una particolare elettrolisi realizzata con elettrodi di tungsteno, sommersi in una soluzione di comune acqua (H2O) e carbonato di potassio (K2CO3) tra i quali era stata fatta passare corrente con differenza di potenziale di circa 160-300 V. A tali condizioni, quando la temperatura della soluzione supera i 70-80 °C, intorno alla parte immersa dell'elettrodo di tungsteno si ottiene la formazione di una bolla di plasma, che porta rapidamente all'ebollizione dell'elettrolita; allora, dissero i due ricercatori, si può produrre un bilancio energetico positivo, composto da una emissione termica dal 20-100% superiore all'energia elettrica spesa per sostenere la reazione, più una certa quantità di idrogeno gassoso. Quest'ultimo, secondo quanto affermato dagli stessi ricercatori, può portare il COP (coefficient of performance) complessivo del sistema ad oltre il 500%.
Essendo il protocollo sperimentale assai semplice e alla portata di qualsiasi laboratorio di elettrochimica, immediatamente parecchi ricercatori pubblici e privati eseguirono moltissime repliche dell'esperimento, ottenendo risultati non sempre positivi; spesso vi applicarono alcune varianti, quasi tutte dichiarate dagli autori aventi esito positivo, ovvero con la formazione della bolla di plasma e la fusione dell'elettrodo di tungsteno, e un'emissione termica dal 20 al 100% superiore all'energia spesa per sostenere la reazione.
Le misurazioni di assorbimento, necessarie per determinare l'efficienza complessiva, sono per loro natura affette da un notevole rumore elettrico dovuto alla presenza della scarica di plasma; ciò può causare serie difficoltà di rilevamento e quindi incrinare la certezza di aver determinato l'effettiva quantità di corrente assorbita dalla cella; per questo, diversi autori, hanno utilizzato contemporaneamente vari metodi di misura dell'assorbimento elettrico, in modo da verificare la reale convergenza delle misure.
Attualmente il principale problema di questo tipo di processo è l'elevata temperatura che raggiunge l'elettrodo di tungsteno, sicuramente superiore ai 3.422 °C, che implica il raggiungimento del punto di fusione e quindi lo scioglimento dell'elettrodo nella soluzione. A queste condizioni, per una cella con un assorbimento medio di 200-500 W, vi è un consumo di qualche cm di elettrodo per ogni ora di funzionamento, il che rende il processo energeticamente non conveniente nel suo complesso.
Un secondo problema, non meno importante, è la presunta deposizione, sia in soluzione che sull'elettrodo di tungsteno, di atomi di elementi prima non presenti nella soluzione nel metallo, ma comunque prossimi al tungsteno nella tavola periodica, inducendo quindi vari autori ad ipotizzare che sulla superficie dell'elettrodo di tungsteno possano avvenire processi di trasmutazione.

#### Critiche sull'esecuzione delle misure
La società EarthTech International Inc. (ETI) tra l'inizio del 1998 ed il dicembre 1999, ha svolto tre cicli di test con il protocollo di Ohmori e T. Mizuno, ma, nonostante la stretta collaborazione con gli autori giapponesi e l'oggettiva qualità del lavoro svolto, non è riuscita ad ottenere nessun risultato circa il problema del guadagno energetico. Questo fatto, secondo i ricercatori dell'ETI, può solo dipendere dall'oggettiva difficoltà a svolgere corrette misurazioni sui dispositivi elettrolitici che operano in particolari condizioni, come quelle riscontrate nel protocollo testato. Ad esempio, a causa del forte rumore elettrico indotto dal plasma, non è semplice valutare con sufficiente correttezza l'effettiva energia utilizzata dal dispositivo per lo svolgimento della reazione. Non solo: non è neanche facilmente constatabile se l'errore sulla determinazione dell'energia sia in sovrastima o sottostima rispetto a quella realmente impiegata. Questa difficoltà si ripercuote direttamente sulla determinazione del corretto rapporto fra l'energia spesa per la reazione e quella da essa prodotta sotto forma di calore (COP). Nonostante queste difficoltà, durante tutto il corso della sperimentazione, i ricercatori dell'ETI sono sempre stati certi della bontà dei criteri di misura da essi adottati e quindi della validità delle loro misurazioni.
A sostenere tale certezza, i ricercatori dell'ETI hanno fatto anche notare che il COP misurato con i loro criteri lungo tutto l'arco temporale degli esperimenti era sempre rimasto prossimo al valore unitario, quindi del tutto insensibile alle profonde variazioni delle configurazioni sperimentali adottate nel tempo da essi. Anche la determinazione della presenza di elementi trasmutati sulla superficie dell'elettrodo di tungsteno è stata completamente confutata dai ricercatori dell'ETI, escludendo quindi, secondo le loro ricerche, eventuali processi di trasmutazione sulla superficie dell'elettrodo di tungsteno.

### 2002: il Technical Report 1862 della Marina USA
Nel febbraio del 2002, un laboratorio della marina degli Stati Uniti pubblicò un lavoro nel quale veniva confermato il fenomeno della fusione fredda come concreto: in 132 pagine faceva il punto sullo stato delle ricerche sulla fusione fredda eseguite dalla U.S. Navy dal 1989 al 2002.
Gli esperimenti svolti sono stati in particolar modo descritti nel capitolo 3 (pp. 19), dal titolo "Excess heat and helium production in palladium and palladium alloys"; in esso sono riportate le analisi calorimetriche svolte nel 1989 (con tolleranze dell'ordine del 4%) che rilevano nei vari esperimenti condotti un evidente eccesso di calore e la produzione di 4He (Elio 4) come conseguenza di presumibili effetti di natura nucleare all'interno della cella.
Nel 1992 sono stati fatti esperimenti con leghe di palladio-boro (Pd-B) che, con sorpresa degli stessi ricercatori, hanno dato tutti esito positivo (pp. 21). Nel 1995 l'esperimento è stato poi riprodotto in Giappone con gli stessi risultati. Successivamente sono stati fatti esperimenti per verificare l'emissione di neutroni, esperimenti che hanno dato sempre esito negativo.

### 2004: analisi dello US Department of Energy (DoE)

#### Organizzazione del peer-review
Durante la conferenze internazionale sulla fusione fredda (ICCF-10), tenutasi a Boston nell'Agosto del 2003, alcuni ricercatori presentarono risultati positivi che convinsero alcuni accademici americani a proporre di riesaminare la questione da parte del Department of Energy (DoE).
A questo punto partì un'ampia analisi della letteratura ed un ufficio del DoE (Dipartimento dell'energia degli Stati Uniti), contattò un gruppo di scienziati che operavano nel campo della fusione fredda in modo da poter riesaminare la questione dell'evidenza scientifica delle reazioni nucleari a bassa energia (LENR), ovvero la fusione fredda. Agli scienziati contattati fu chiesto di presentare il materiale che ritenevano più interessante. Sulla base di questo materiale fu redatto un lavoro riassuntivo dal titolo "New Physical Effects in Metal Deuterides". Tutto il materiale così ottenuto venne poi valutato secondo un complesso protocollo di peer review, al termine, sulla base dei 18 commenti realizzati dagli esperti del DoE è stato redatto il rapporto definitivo.

#### Conclusioni da parte della commissione
Al termine dei lavori sono stati formulati 3 elementi su cui effettuare la valutazione, tradotti in quesiti peritali ai quali i recensori hanno dato delle risposte, qui di seguito riportate:
1. Esaminare e valutare l'evidenza sperimentale di episodi di reazioni nucleari nella materia condensata a bassa energia.
...due terzi dei recensori non ritengono che le evidenze (descritte dai lavori presentati) siano conclusive per rendere certa la presenza di reazioni nucleari a bassa energia; un recensore trovò invece che l'evidenza era convincente, mentre gli altri non furono completamente convinti. Molti notarono che il progetto sperimentale era complessivamente povero, così come la documentazione, il sistema di controllo e vari altri problemi simili che hanno impedito la comprensione e l'interpretazione dei risultati a loro presentati.
2. Determinare se comunque l'evidenza è sufficientemente conclusiva per dimostrare l'esistenza di una qualche reazione nucleare.
...La preponderante maggioranza delle valutazioni dei recensori ha indicato che la presenza di reazioni nucleari a bassa energia non è stata dimostrata in modo conclusivo. Un recensore ha giudicato che l'evidenza è stata dimostrata, ma molti altri non hanno risposto alla domanda.
3. Determinare se vi è un interesse scientifico che giustifichi la continuazione di questi studi; se sì, individuare i temi e i problemi più promettenti su cui applicarsi.
...Nessun recensore ha raccomandato un programma finanziato con fondi federali per le reazioni a bassa energia.

La commissione così conclude la sua relazione:
...Mentre dall'ultima indagine del 1989 ad oggi vi è stato un progresso significativo nella qualità dei calorimetri, le conclusioni raggiunte oggi dai recensori risultano simili a quelle riscontrate nell'indagine del 1989.

#### LaEnergy Efficiency and Renewable Energysecondo il Doe
Se da un lato il parere della commissione sulla realtà del fenomeno sembra del tutto negativo, la sezione del DoE Energy Efficiency and Renewable Energy, raccomanda di proseguire gli studi per un maggior approfondimento del fenomeno stesso:

Riconsiderando sia l'evidenza per la produzione di calore in eccesso che i prodotti di fusione, due terzi dei recensori del DoE non si sentono di ammettere, in modo certo, l'evidenza del fenomeno. La maggior parte dei recensori ha indicato che le evidenze riscontrate non dimostrano, in modo conclusivo, la presenza di fenomeni di fusione fredda. Nell'analisi finale, i recensori non hanno potuto trarre precise conclusioni circa l'esistenza della fusione fredda, e quindi raccomandano di individuare nuovi metodi di ricerca per risolvere le incertezze nei risultati prima riscontrati.

### 1994-2008: gli esperimenti di Yoshiaki Arata

#### 1998: fusione fredda dallaDS Cell
Nel 1998, dopo un lavoro durato diversi anni, Yoshiaki Arata e Zhang hanno confermato il riscontro di un notevole eccesso di energia, proveniente da una cella immersa in acqua pesante (deuterio) (D2O) e superiore agli 80 watt (1,8 volte maggiore dell'energia utilizzata per sostenere tale reazione) per 12 giorni. I due ricercatori hanno poi affermato che l'energia emessa durante tali esperimenti era troppo grande rispetto alla modesta massa dei materiali utilizzati dentro la cella perché il risultato potesse essere giustificato come conseguenza di un'eventuale reazione di tipo chimico.
La cella ideata da Arata, diversamente da altre utilizzate nella fusione fredda Palladio-Deuterio, è molto particolare, in quanto opera con elevatissime pressioni.
Successivamente, nel 2006, il ricercatore Francesco Celani dell'Istituto Nazionale di Fisica Nucleare di Frascati, ha ripetuto una parte dell'esperimento di Arata, confermando la presenza di un forte aumento di pressione all'interno di un tubo, immerso in una particolare soluzione liquida, tramite il passaggio di una corrente faradica.

#### 2008: la cella a gas di deuterio
Successivamente Arata osservò che una notevole quantità di energia utilizzata per attivare la reazione veniva dissipata dall'elettrolita sotto forma di semplice riscaldamento. Pertanto ha successivamente messo a punto una particolare cella senza elettrolita e senza alimentazione elettrica, la quale, anche se apparentemente molto differente dalle precedenti celle, in pratica non se ne discosta molto per ciò che concerne il principio base di funzionamento.
Arata, nel maggio 2008, ha comunicato alla comunità scientifica internazionale di aver terminato di perfezionare un protocollo di produzione di energia da fusione fredda, potenzialmente capace di produrre quantità rilevanti di energia. Questo protocollo utilizza un sistema originale composto da particolari nano-particelle di palladio disperse in una matrice di zirconio. Con complesse procedure di metallurgia, viene ossidato lo zirconio, ma non il palladio, in modo che quest'ultimo sia disperso all'interno di una matrice amorfa di ossido di zirconio che, se da un lato risulta permeabile al deuterio, dall'altro impedisce alle nanoparticelle di palladio di raggrupparsi.
L'esperimento di Arata inizia saturando l'atmosfera della cella con deuterio, il quale attraversa velocemente la matrice di zirconio e viene quindi assorbito dalle nanoparticelle di palladio, caricandole e quindi portandole alle condizioni critiche per le quali si innescano probabili fenomeni di fusione nucleare. Secondo Arata, una volta avviato il processo di fusione, il sistema così realizzato è capace di azionare un motore termico, senza alcun altro apporto di energia.

#### 2008: dimostrazione a Osaka
Il primo esperimento pubblico, cui erano presenti circa 60 persone tra scienziati e giornalisti, aveva come fine quello di dimostrare la riproducibilità del 100% dei fenomeni di produzione di calore da parte della cella a gas di deuterio in pressione, sviluppata da Arata e dal suo collaboratore Yue-Chang.
L'evento ha avuto luogo il 22 maggio 2008, all'Università di Osaka, con una dimostrazione tutta commentata in lingua giapponese. La cella è stata caricata con 7 grammi di speciali nanoparticelle e messa in pressione con deuterio a 50 atmosfere: iniziava immediatamente a produrre energia termica, senza nessun tipo di alimentazione elettrica. L'energia termica prodotta, qualche decina di watt, era sufficiente a mettere in moto un motore termico a ciclo di Stirling. Al termine dell'esperimento i presenti hanno voluto nominare tale fenomeno Arata Phenomena.
L'esperimento è stato eseguito con questo protocollo:
- In un apposito contenitore a pressione, posto all'interno di un calorimetro e collegato per mezzo di una tubazione ad uno spettrometro di massa ad altissima risoluzione[N 15], sono stati inseriti 7 grammi di nano-particelle di palladio disperse in una matrice di ossido di zirconio appositamente preparate dal laboratorio di Arata.
- Nella prima fase del test, nel recipiente è stato inserito idrogeno a 50 atmosfere, generando così un breve picco termico dovuto all'idratazione delle stesse, seguito poi da un lento raffreddamento, dimostrando così che in tale situazione non vi è né emissione di calore, né presenza di 4He.
- Il recipiente è stato poi svuotato, degasato e nuovamente riempito, ma questa volta con deuterio a 50 atmosfere. A questo punto vi è stato di nuovo il picco termico dovuto all'idratazione[N 16], ma questa volta il calore non è andato progressivamente scemando, ma è invece rimasto costante, tanto da permettere il funzionamento di un motore termico a ciclo di Stirling. Il funzionamento è proseguito per diverso tempo, in modo da accumulare nel sistema una sufficiente quantità di elio; successivamente è stata fatta una nuova misura del gas presente nel contenitore, e questa volta lo spettrometro di massa ha rilevato nettamente la presenza di elio mescolato con deuterio, segno evidente che il calore prodotto era dovuto ad una reazione termonucleare. Durante la reazione gli appositi rilevatori di radiazioni non hanno rilevato nessuna emissione radioattiva.

Arata, durante la conferenza che aveva preceduto l'esperimento, aveva fatto notare che esso avrebbe dimostrato la possibilità di produzione di elevate quantità di calore attraverso una reazione di fusione fredda, ma che comunque sarebbero rimasti ancora insoluti numerosi problemi per lo sfruttamento commerciale di tale tecnologia.
I problemi più importanti da superare sono quelli legati al mancato degasaggio dell'elio che si è formato all'interno delle nano-particelle, che con il tempo porta ad un suo costante accumulo che di fatto "avvelena" la reazione, ed alla necessità di ricercare un materiale meno costoso e più abbondante del palladio utilizzato per l'esperimento.
Alcuni ricercatori hanno criticato la validità della dimostrazione di Arata, soprattutto in relazione al fatto che egli non ha pubblicato i risultati su nessuna rivista scientifica soggetta a peer review (revisione paritaria).

## Studio della fusione fredda in Italia
Fin dal suo annuncio, anche in Italia l'eventualità della fusione fredda è stata studiata da vari gruppi di lavoro ed industrie. Di seguito si riportano alcuni riferimenti ai lavori svolti dal 1989 ad oggi.

### 1989: primi esperimenti italiani svolti dal gruppo ENEA/TIB
A poco più di un mese dalla pubblicazione del lavoro sulla fusione fredda di Fleischmann e Pons (fine marzo 1989) il Dipartimento FUS fece partire un programma promosso dalla direzione dell'ente che aveva come scopo quello di verificare l'ipotesi di una correlazione tra l'emissione neutronica e formazione di trizio con una corrispondente produzione di calore. Nello stesso periodo, sempre in ENEA, partì spontaneamente dalla sezione di criogenia del Laboratorio di Spettroscopia Molecolare del dipartimento TIB (Tecnologie intersettoriali di Base) un tentativo di produrre reazioni di fusione utilizzando un differente approccio da quello classico seguito da Fleischmann e Pons.
Il nuovo approccio prevedeva di utilizzare la proprietà di alcuni metalli di assorbire gas di idrogeno/deuterio in opportune condizioni di temperatura e pressione.
L'esperimento, concettualmente piuttosto semplice, era stato preparato con rapidità in quanto il materiale necessario (trucioli di titanio e gas di deuterio) era direttamente reperibile in laboratorio. Fu preparato un contenitore in acciaio inox che potesse resistere alle condizioni sperimentali, ovvero alla pressione di alcune decine di bar ed a una temperatura di circa 400 °C. Il contenitore d'acciaio fu allora riempito con i trucioli di titanio e gas deuterio e quindi posto in un vaso di Dewar nel quale poteva essere versato azoto liquido a 77 K (-196 °C).
In prossimità del dispositivo fu inserito un misuratore di neutroni che nel giro di due settimane rilevò alcune emissioni neutroniche, della durata di diverse ore, che sembravano fortemente correlate alla variazione di temperatura del cilindro di acciaio contenente i trucioli di titanio e il deuterio in pressione.
A questo punto il fisico italiano Francesco Scaramuzzi, dell'ENEA di Frascati, presentò una relazione da cui sarebbe risultata l'emissione di neutroni da parte di una cella deuterio-titanio sottoposta a pressioni di alcune decine di bar. Scaramuzzi fu successivamente convocato per un'audizione parlamentare.

### 1989-2000: gli studi teorici di Preparata
Uno dei teorici sui possibili meccanismi che possono spiegare la fusione fredda è stato il Prof. Giuliano Preparata, docente di Fisica Nucleare all'Università degli Studi di Milano, il quale, subito dopo l'annuncio del 1989 (e fino al 2000, anno della sua morte), studiò il fenomeno in chiave teorica e parallelamente promosse varie attività di ricerca presso l'Università di Milano e l'ENEA.
Nel 1989 Preparata, insieme ai fisici Emilio Del Giudice e Tullio Bressani, pubblicò sulla rivista "Nuovo Cimento" un articolo prettamente teorico, nel quale intendeva gettare le basi per una teoria predittiva della fusione fredda, basando il fenomeno su alcune estensioni della teoria dell'elettrodinamica quantistica (QED) nella materia condensata. La teoria faceva emergere la possibile esistenza di una soglia nel rapporto tra il numero di atomi di deuterio assorbiti ed il numero di atomi di palladio, il cosiddetto fattore di caricamento, che non doveva essere inferiore ad 1.
L'immediata conseguenza della teoria è la definizione di una soglia minima al di sotto della quale il fenomeno di fusione fredda, secondo il protocollo utilizzato da Fleischmann e Pons, non può avvenire; questo potrebbe dimostrare che il fenomeno di fusione fredda, a certe condizioni, può essere visto come una conseguenza prevedibile dall'estensione di una teoria ben accettata dalla fisica quale è quella dell'elettrodinamica quantistica. Una qualsiasi replica, anche se di esito negativo, per essere presa in considerazione deve essere quindi accompagnata dal valore del caricamento che ha subito il palladio con il deuterio, ovvero il rapporto tra gli atomi di deuterio e quelli di palladio presenti sugli elettrodi. Non solo: essendo il rapporto di caricamento assai elevato, un sufficiente caricamento del palladio può richiedere tempi estremamente lunghi (settimane o addirittura mesi).

### 1991-2001: la querela a "La Repubblica"
I ricercatori Fleischmann, Pons, Bressani, Preparata e Del Giudice denunciarono il giornalista Giovanni Maria Pace a causa di un articolo giudicato diffamatorio apparso sul quotidiano La Repubblica del 21 ottobre 1991.
Il giudizio in prima istanza del tribunale di Roma, dopo aver qualificato la fusione fredda come un'ipotesi che attende conferme, fu di assoluzione e condannò pertanto tutti e 5 i ricercatori in solido al pagamento delle spese processuali.
Nel 2001 ovverosia dopo quasi 10 anni dalla comparsa dell'articolo e su ricorso promosso dai cinque ricercatori, la Corte d'Appello di Roma ribaltò la sentenza di primo grado e quindi condannò La Repubblica nelle figure del suo editore, del direttore del quotidiano e del giornalista Giovanni Maria Pace a un risarcimento monetario nei confronti dei due ricercatori M. Fleischmann, S. Pons. La motivazione, antitetica a quella di primo grado, si fondò sulla constatazione che la precedente sentenza ignorava ... le informazioni pubblicate, non solo in atti scientifici, ma anche dalla stampa e segnatamente dal quotidiano "La Repubblica" sul positivo andamento della ricerca nel settore "de quo", affermando anzi il contrario. La sentenza passò in giudicato senza che le parti presentassero ulteriore appello.

### 2001-2002: rapporto tecnico ENEA RT2002/41 (Rapporto 41)
Nel 1999 il Premio Nobel Carlo Rubbia, allora presidente dell'ENEA, essendo a conoscenza di una serie di lavori sulla fusione fredda svolti nei precedenti anni presso lo stesso ente ed essendo anche a conoscenza delle varie critiche pervenute dal mondo scientifico che mettono in dubbio la realtà stessa del fenomeno, decise di commissionare una ricerca organica ad un gruppo di ricercatori dell'ENEA di Frascati, fra i quali Emilio Del Giudice, Antonella De Ninno e Antonio Frattolillo.

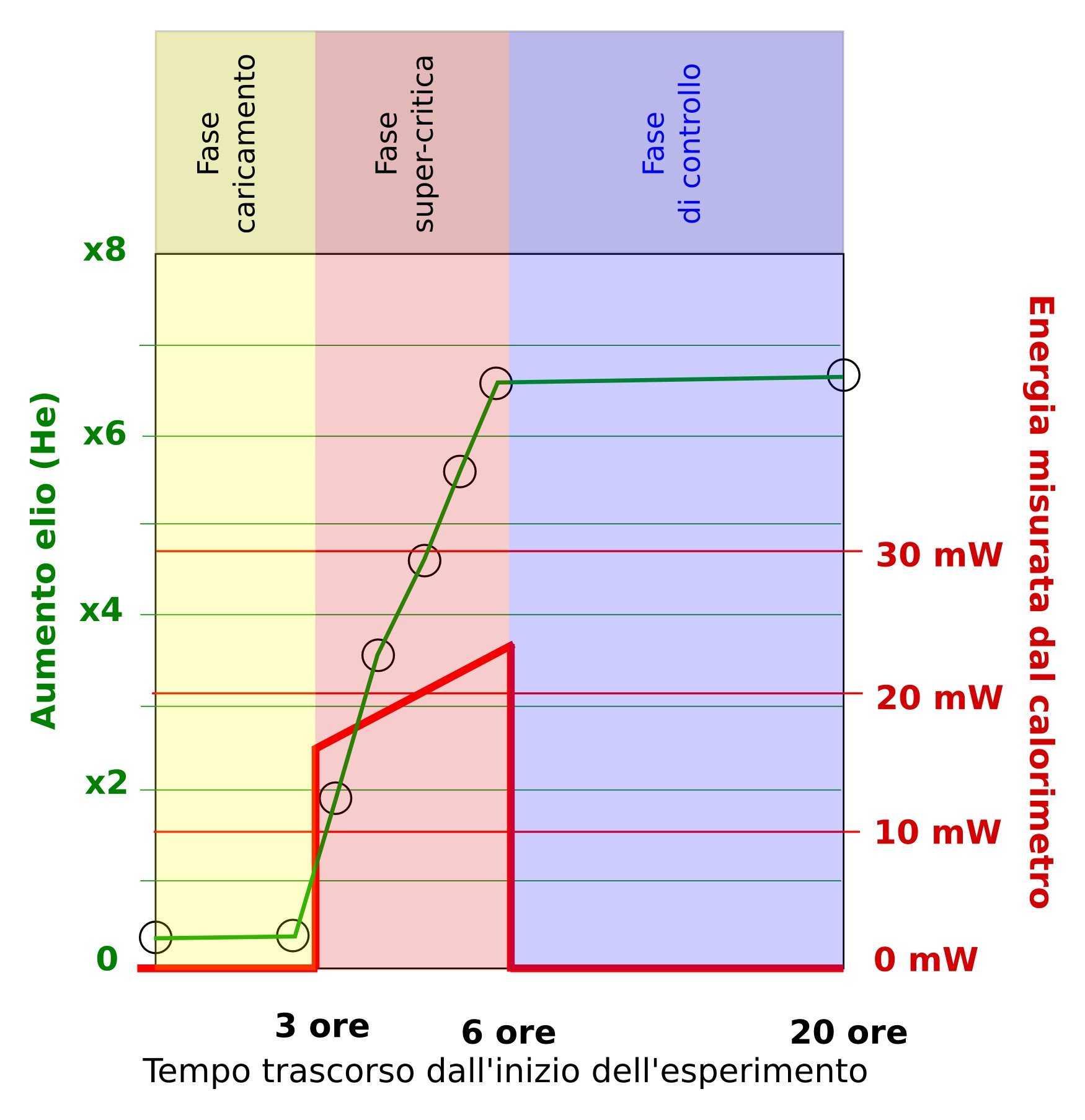
Diagramma che sintetizza la correlazione tra l'aumento di l'elio 4 (in verde) presente nella cella ed il calore da essa prodotto (in rosso)

Per questa ricerca furono stanziati quasi 600.000 euro e concessi 36 mesi di tempo per portare a termine il lavoro. L'esperimento è stato concepito, in modo da accertare se vi fosse una correlazione diretta tra la produzione di 4He (Elio 4) e gli eventuali eccessi di calore osservati durante il funzionamento delle celle a fusione fredda, e se la quantità di 4He potesse giustificare l'energia prodotta sempre da tali eccessi. Se tale correlazione fosse stata evidente, questa avrebbe dato un sostanziale contributo all'interpretazione dell'origine nucleare di tali eccessi e, parallelamente, avrebbe fornito una chiave di interpretazione più chiara di tale fenomeno.
Nell'aprile del 2002, dopo circa tre anni di ricerca, il gruppo di lavoro diretto da Antonella De Ninno terminò il proprio lavoro pubblicando il Rapporto Tecnico ENEA RT2002/41/FUS.
A proposito di questo rapporto è utile analizzare il metodo di determinazione della quantità di 4He (elio 4) utilizzato dal gruppo della De Ninno:.
Proc. of 9th International Conference on Cold Fusion, ICCF9 Bejing (China), 19-24 May, 2002, noto come Rapporto 41 Archiviato il 26 luglio 2012 in Internet Archive., che conferma la correlazione tra la produzione 4He e l'eccesso di calore.
Per gli autori del rapporto, come di prassi al termine di un'indagine scientifica che ha dato presumibili esiti positivi, risulta evidente l'importanza di una sua rapida pubblicazione attraverso le riviste scientifiche di settore, in modo da permettere ad altri gruppi di ricerca di confutare o confermare i risultati da essi pubblicati. Il rapporto non è stato pubblicato sulle principali riviste di settore, come ad esempio Science. Successivamente il gruppo di Antonella De Ninno ha richiesto un ulteriore finanziamento per portare avanti il lavoro, ma da parte di ENEA non c'è stata risposta; successivamente le dimissioni di Carlo Rubbia dalla presidenza di ENEA hanno messo la parola fine all'iniziativa.

#### Il documentario di Rainews24
In riferimento a quegli avvenimenti, il 19 ottobre 2006 Rainews24 a cura del giornalista Angelo Saso, ha mandato in onda un'inchiesta sul documento ENEA chiamato Rapporto 41. L'inchiesta inizia con la lettura della lettera che l'elettrochimico Martin Fleischmann il 10 aprile 2002 inviò a Rubbia:
Caro professor Rubbia, sono molto lieto che il programma di ricerca intrapreso da Giuliano Preparata abbia conseguito il suo scopo ... I risultati ottenuti dai ricercatori italiani sono veramente impressionanti, e non esagero.
L'inchiesta analizza in particolar modo le difficoltà incontrate dai ricercatori nell'ottenere la pubblicazione su riviste con alto livello di visibilità scientifica.

### 2007: ENEA e SRI dichiarano una riproducibilità dal 65% al 75%
Vittorio Violante dell'ENEA di Frascati, insieme a suoi collaboratori e ad alcuni istituti di ricerca internazionali, pubblica un lavoro dal titolo "Joint Scientific Advances in Condensed Matter Nuclear Science", che riporta i risultati di un esperimento svoltosi all'interno di più laboratori tra il 2006 ed il 2007 al fine di dimostrare l'affidabilità di un particolare metodo di caricamento del palladio, studiato dallo stesso Violante. Nella pubblicazione si dichiara che questo metodo permette di avere un eccesso di produzione di calore piuttosto elevato, con una riproducibilità media del 70% (65% per gli esperimenti svolti presso l'ENEA di Frascati e 75% presso l'SRI a Menlo Park, USA.).
Il lavoro è pubblicato all'interno dell'8º International Workshop on Anomalies in Hydrogen / Deuterium Loaded Metals svoltosi a Catania dal 13 al 18 ottobre 2007.

### 2008: INFN, annuncio di Celani
In occasione dell'ICCF-14 Il ricercatore del INFN Francesco Celani comunica di aver ottenuto emissioni anomale di calore da una particolare cella in gas di deuterio con il catodo realizzato per mezzo di un sottile (50 µm) filo di palladio lungo 60 cm, a sua volta ricoperto di un sottile strato (2-5 µm) di nanoparticelle in palladio ed altri elementi.

### 1994-2011: la fusione fredda Nichel-Idrogeno (Ni-H)

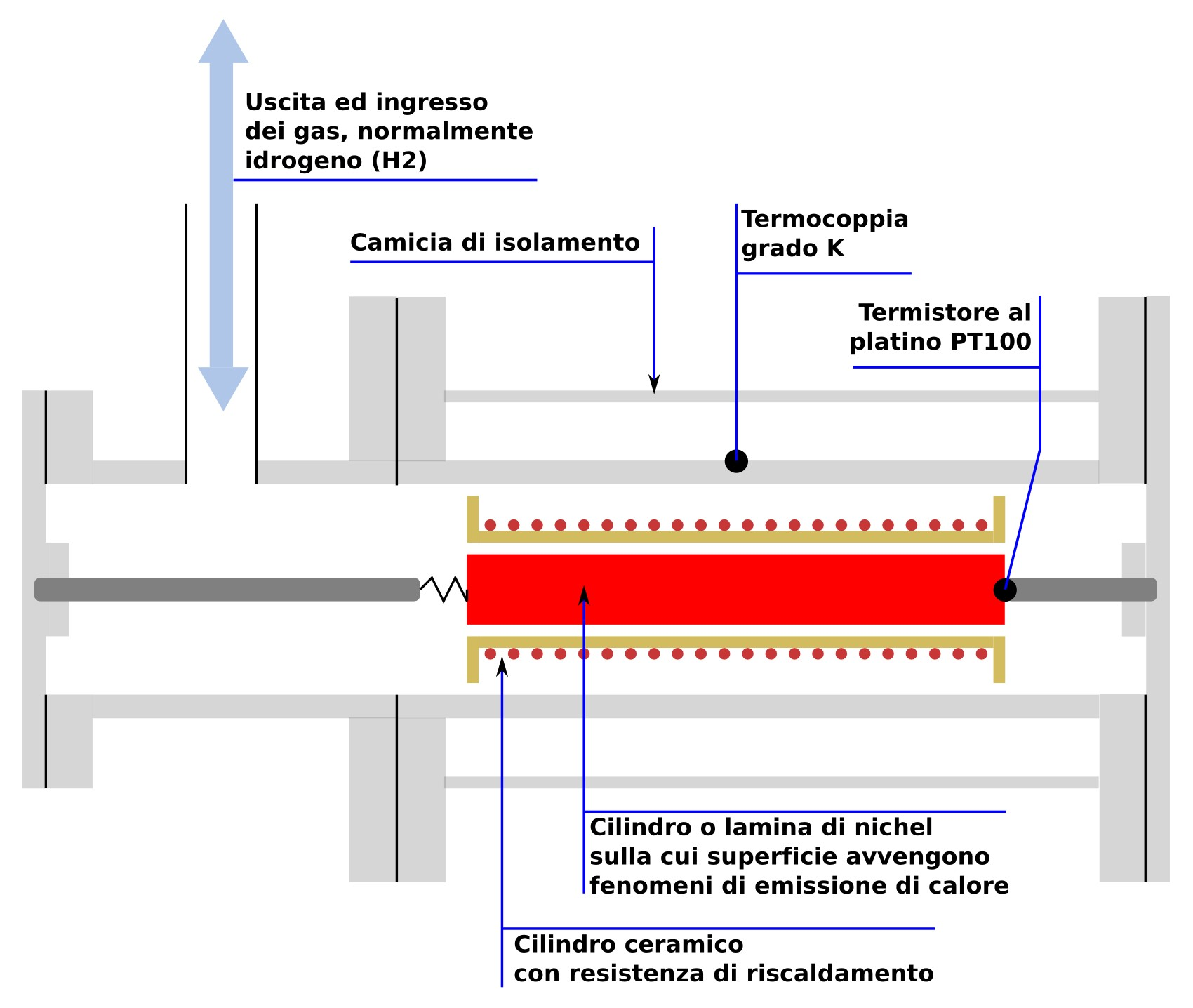
Schema del reattore nichel-idrogeno ideato da Piantelli e Focardi per la misura dell'eventuale calore in eccesso

Nel 1989 il biofisico Francesco Piantelli, dell'Università degli Studi di Siena, mentre stava effettuando studi su campioni di materiale organico, si accorse della presenza di un'anomala produzione di calore. Comunicò il fenomeno da lui osservato a Sergio Focardi, fisico dell'Università di Bologna, e i due decisero di creare un gruppo di lavoro cui si aggiunse Roberto Habel, membro dell'INFN presso l'Università di Cagliari, al fine di approfondire la causa di quell'anomalia termica.
Dopo circa tre anni, gli studi approdarono a significativi risultati permettendo la costruzione di un reattore Nichel-Idrogeno sufficientemente efficiente. Passarono altri due anni di sperimentazioni e finalmente il 20 febbraio 1994, in una conferenza stampa presso l'aula magna dell'Università di Siena, venne annunciata la messa a punto di un differente processo di produzione di energia per mezzo di Reazioni Nucleari a Bassa Energia (LENR), profondamente differente da quello fatto da Fleischmann e Pons.
Il loro processo si basava sull'uso di una barra di nichel, mantenuta per mezzo di una resistenza elettrica ad una temperatura di circa 200-400 °C e caricata con idrogeno attraverso un particolare processo.
Quando la reazione è innescata, ovvero quando la barretta di nichel cede più energia di quanta sia necessaria per il riscaldamento della stessa, vi può essere anche una debole e discontinua emissione di radiazione gamma che potrebbe testimoniare una possibile origine nucleare di tale fenomeno.
In base alle dichiarazioni dagli autori, attualmente gli esperimenti sono indirizzati ad un miglioramento dell'efficienza complessiva del sistema, al fine di realizzare un generatore di energia termica ed elettrica completamente autonomo.

#### 1996: tentativo di replica esperimento di Piantelli-Focardi presso il CERN
Nel 1996 un gruppo del CERN di Ginevra diretto da Antonino Zichichi ha tentato una replica dell'esperimento di Piantelli-Focardi; l'attività di studio è durata quasi un anno, ma alla fine non ha dato un risultato favorevole all'ipotesi di una spiegazione di natura nucleare del fenomeno.

#### 1999: tentativo di replica esperimento di Piantelli-Focardi a Pavia
Piantelli e Focardi hanno più volte dichiarato che la cella è stata costruita e positivamente testata presso i rispettivi laboratori, sia all'Università degli Studi di Siena sia all'Università di Bologna. Comunque fino ad ora non vi sono stati altri riscontri sperimentali positivi da parte di gruppi indipendenti di ricercatori. Ad esempio, un tentativo di verifica indipendente è stato svolto, verso la fine degli anni novanta, dal ricercatore Luigi Nosenzo (Università di Pavia) in collaborazione con Luigi Cattaneo (CNR), presso l'Università di Pavia.
I frutti di questo lavoro, nel loro complesso, sono stati negativi, in quanto non hanno raggiunto l'obiettivo di riprodurre il fenomeno.

## Conferenze internazionali

### ICCF (International Conference on Cold Fusion)
Dal 1989 ad oggi, col titolo di "ICCF" (International Conference on Cold Fusion), si è tenuta una serie di conferenze internazionali nelle quali non si è parlato soltanto di fusione fredda in senso stretto, ma anche di nuove energie. Elenco delle conferenze svolte:
1. ICCF-1  Salt Lake City, marzo 1990
2. ICCF-2  Como, Villa Olmo, giugno-luglio 1991
3. ICCF-3  Nagoya, ottobre 1992
4. ICCF-4  Hawaii, dicembre 1993
5. ICCF-5  Monte Carlo, aprile 1995
6. ICCF-6  Sapporo, ottobre 1996
7. ICCF-7  Vancouver, aprile 1998
8. ICCF-8  Lerici, maggio 2000
9. ICCF-9  Pechino, maggio 2002
10. ICCF-10  Cambridge (USA), agosto 2003
11. ICCF-11  Marsiglia[102], ottobre-novembre 2004
12. ICCF-12  Yokohama[103], novembre 2005
13. ICCF-13  Mosca[104], giugno 2007
14. ICCF-14  Washington ICCF-14 Washington, 10-15 agosto 2008[86][105].
15. ICCF-15  Roma, 5-9 ottobre 2009[106].
16. ICCF-16  Chennai, India, 6-11 febbraio 2011[107]
17. ICCF-17  Daejeon, Corea del Sud, 12-17 agosto 2012[108]
18. ICCF-18  Columbia (USA), 21-27 luglio 2013[109]
19. ICCF-19  Padova, 13-17 aprile 2015[110]
20. ICCF-20  Sendai, 2-7 Ottobre 2016[111]
21. ICCF-21  Fort Collins, 3-8 giugno 2018[112]
22. ICCF-22  Assisi, 8-13 Settembre 2019[113]

### Esplicative
1. ↑  oppure nella forma inglese di cold fusion (CF), low energy nuclear reactions (LENR, "reazioni nucleari a bassa energia"), o chemically assisted nuclear reactions (CANR, "reazioni nucleari assistite chimicamente")
2. ↑  Britannico di nascita austriaca
3. ↑  Dopo il 1989 i media iniziarono a presentare seri dubbi sulla realtà del fenomeno; vedi ad esempio l'articolo in data 21 ottobre 1991 uscito sul giornale La Repubblica dal titolo Signori scienziati perché ci truffate? Lo scandalo dei ricercatori che contrabbandano autentici bidoni per grandi scoperte. Si approfondì sul rapporto tra la responsabilità dello scienziato che genera informazione scientifica ed i media che la devono divulgare verso il grande pubblico. Questa responsabilità, specie per temi molto caldi come l'energia, la salute, le conseguenze della manipolazione genetica e tanto altro, non sempre viene posta davanti alla necessità dello scienziato di pubblicare quanto prima i suoi lavori, al fine di poterne trarre i massimi benefici di carriera ed economici.

Benefici che spesso si legano anche agli interessi economici dell'istituzione alla quale lo scienziato appartiene. Simili considerazioni sono state approfondite ad esempio dalla giornalista Francesca Gatti nell'articolo del 18 dicembre 2002, Il flop della fusione fredda pubblicato sulla rivista dell'Enel Emporion. In questo articolo vengono riportate alcune considerazioni sul comportamento dei ricercatori Fleischmann, Martin & Pons, Stanley: L'aver convocato un'improvvisa conferenza stampa anziché aver diffuso ed analizzato le teorie attraverso i canali tradizionali delle riviste e dei congressi, ad esempio. A questo, si aggiungeva una certa ritrosia nel divulgare i dettagli degli esperimenti, sembra a causa di alcuni problemi legati agli sponsor e ai brevetti. E, soprattutto, venne meno una delle basi della ricerca scientifica: la riproducibilità di un fenomeno. Per essere considerato valido, un esperimento deve ripetersi – nelle stesse condizioni – con regolarità. Le sperimentazioni delle teorie di Pons e Fleischmann, al contrario, non diedero mai risultati coerenti. Nessuno dei molti laboratori che, in tutto il mondo, cercarono di mettere in pratica le teorie riuscì a raggiungere una stabilità sperimentale accettabile
4. ↑  Se il rapporto di caricamento deve essere elevato, è necessario, per il palladio, dedicare alla preparazione un tempo piuttosto lungo (giorni o settimane). Ma non basta: un rapporto così alto produce un grave stress alla struttura del metallo e, in generale, lo danneggia al punto da far ben presto ridiscendere la concentrazione di deuterio al di sotto di quel livello. Finché non verrà trovata una tecnologia efficace per mantenere il rapporto di caricamento a livelli utili, i successi resteranno dunque del tutto sporadici.
5. ↑  Si definisce caricamento il rapporto tra il numero di atomi di idrogeno diffusi all'interno di una matrice cristallina rispetto agli atomi che costituiscono tale matrice.
6. ↑  Caricamento maggiore o uguale al 100%
7. ↑  Ricercatori presso la Hokkaido University, Sapporo (Giappone).
8. ↑  La variante più comune, dell'esperimento di Ohmori e Mizuno, è quella di modificare la composizione della soluzione elettrolitica con altri composti
9. ↑  Nella relazione si pone l'accento sul fatto che molti critici hanno affermato che l'elio 4 possa essere entrato attraverso le pareti di vetro della cella, il relatore afferma che ciò non è possibile in quanto l'esperimento è stato fatto in parallelo ad un'altra cella del tutto uguale alla prima e posta nelle medesime condizioni fisiche, ma nella quale non avvenivano reazioni di fusione fredda. In questa seconda cella non è stata mai rilevata la presenza di elio 4.
10. ↑  Nella relazione viene ipotizzato che questi inaspettati successi, sono stati spiegati, con l'ipotesi che il boro ritardi la possibilità del deuterio di uscire dal palladio durante la reazione.
11. ↑  Il DoE non ha mai ufficialmente pubblicato i 18 commenti sui lavori presentati.
12. ↑  Un commento sulla risposta della commissione da parte di Edmund Storms, nel quale pone l'accento al fatto che la commissione, anche se non ha rigettato le possibilità di studio delle reazioni nucleari a bassa energia (LENR), comunque non si è chiaramente espressa sulla loro effettiva esistenza.
13. ↑  La cella di Arata (DS Cell) era stata concepita tra il 1954 ed il 1955 per ottenere deuterio o idrogeno ad altissima pressione, utilizzabile per gli esperimenti di fusione calda, intrapresi in quegli anni dal Giappone. La cella, tramite lo sfruttamento di microcavità e difetti reticolari normalmente presenti negli elettrodi di palladio, per mezzo di particolari fenomeni elettro-fisici può portare il deuterio inglobato a raggiungere pressioni enormi, tali da favorire le migliori condizioni per l'innesco di reazioni di fusione fredda
14. ↑  Il gruppo di Francesco Celani, dei Laboratori Nazionali di Frascati (LNF), sulla traccia degli esperimenti di Arata, ha realizzato nel 2006-2007, un protocollo più semplice per la fabbricazione di tali nano-particelle, utilizzando una tecnologia simile a quella necessaria per la fabbricazione delle marmitte catalitiche, questa tecnologia si basa su materiale nano-poroso (gamma-allumina) che viene riempito con sali solubili di Palladio. Tutto il dispositivo viene poi sottoposto a vari cicli ad alta temperatura (500-600 °C) di calcinazione e riduzione del composito.
15. ↑  Necessario per dimostrare la presenza di 4He (elio 4), come eventuale residuo della reazione di fusione
16. ↑  Il deuterio, essendo un isotopo dell'idrogeno, si comporta chimicamente allo stesso modo
17. ↑  Secondo Arata l'avvelenamento della sua reazione avviene in quanto la reazione di origine termonucleare che trasforma il deuterio in elio si svolge all'interno delle nano particelle utilizzate, l'elio prodotto, dopo un certo tempo, tende a diffondersi all'interno del reticolo metallico di palladio occupando in questo modo le aree in cui prima era presente il deuterio, abbassando in questo modo il rapporto tra atomi di deuterio ed atomi di palladio (caricamento) e quindi riducendo in modo progressivamente crescente la capacità del sistema nel produrre ulteriori reazioni di fusione.
18. ↑  ENEA, il Dipartimento FUS è la sede ufficiale deputata agli studi sulla Fusione Nucleare
19. ↑  La necessità di raffreddare il contenitore in acciaio era nata dalla esigenza di generare una condizione di non stazionarietà in quanto tale condizione sembrava essere uno degli elementi fondamentali che potevano portare alla produzione del fenomeno di fusione. Tale condizione poteva essere raggiunta variando, lungo il corso dell'esperimento, un parametro sperimentale (ad esempio la temperatura e/o la pressione).
20. ↑  La relazione che c'è tra il "caricamento" e la probabilità che si registrino effetti riconducibili alla fusione fredda, è comunemente nota come "Effetto Preparata" o più formalmente come effetto "Cöhn-Aharonov"
21. ↑  I detrattori delle teorie di Preparata fanno però notare che tutta la sua teoria si fonda su equazioni con un numero elevatissimo di variabili, equazioni quindi assolutamente difficili, se non impossibili, da risolvere. Mentre la semplificazioni introdotte da Preparata, per risolvere tali equazioni, sono spesso aleatorie e praticamente impossibili da dimostrare.
22. ↑  Carlo Rubbia, tra le sue varie cariche, è anche membro onorario del CICAP, il Comitato Italiano per il Controllo delle Affermazioni sul Paranormale. Nel 2006 il CICAP ha sintetizzato, nella rubrica Il CICAP Risponde, la propria posizione riguardo ai fenomeni di fusione fredda, riassunta in una risposta ad una domanda fatta da un lettore su tale argomento: Attualmente la stragrande maggioranza della comunità scientifica ritiene che si sia trattato essenzialmente di un episodio di scienza patologica. Il fenomeno presenta tuttavia alcuni aspetti elettrochimici che forse vale la pena di studiare ulteriormente.
23. ↑  Qui di seguito è riportato l'elenco degli autori del lavoro:
V. Violante, F. Sarto, E. Castagna di ENEA, Frascati, Italia
M. McKubre, F. Tanzella dello SRI International. Menlo Park, California, USA.
G.K. Hubler, D.L. Knies, K.S. Grabowski del Naval Research Laboratory Washington DC, USA
T. Zilov dell'Energetics Technologies Inc., Omer, Israele
I. Dardik dell'Energetics LLC., New Jersey, USA.
C. Sibilia del Dip. Energetica Univ. La Sapienza, Roma, Italia.
24. ↑  Gangliosidi posti in atmosfera d'idrogeno e su un supporto di nichel
25. ↑  Piantelli ha sempre fatto notare che il merito di tale scoperta, è dovuto principalmente alla fortunata coincidenza di aver svolto il suo lavoro di ricerca biofisica sui gangliosidi, proprio durante il periodo di grande dibattito mediatico successivo all'annuncio di Fleischmann e Pons, periodo nel quale il termine fusione fredda diventa di uso comune e giustifica un più attento studio dei fenomeni anomali di emissione di calore, come quelli da lui riscontrati.
26. ↑  I due principali ricercatori, S. Focardi (Università di Bologna) e F. Piantelli (Università degli Studi di Siena), hanno sempre rifiutato di indicare il loro processo con il termine fusione fredda, in quanto ritengono che, nel processo da loro studiato, avvengano reazioni di tipo nucleare sconosciute, le quali potrebbero non avere elementi in comune con quelle che si presume essere presenti all'interno delle celle elettrolitiche deuterio-palladio ideate da Fleischmann e Pons.
27. ↑  Per eseguire il processo è necessario utilizzare una barretta di nichel che abbia prima subito un particolare processo di trattamento superficiale, successivamente è possibile inserire la barretta all'interno della camera di prova e da lì procedere ad un processo di caricamento. Prima dell'esecuzione di tale processo è necessario provvedere a una degassatura della barretta di nichel mantenendola, per un certo periodo di tempo, in un vuoto molto spinto e ad una temperatura che sia comunque inferiore alla temperatura di Debye del materiale, circa 167 °C. Dopo un tempo di parecchie ore, il materiale dovrebbe essere sufficientemente degassato e quindi può essere immessa nella camera una quantità di idrogeno tale da produrre una pressione di 100-1000 millesimi di Bar. L'avvenuto ingresso di idrogeno, all'interno del nichel, viene evidenziato dalla diminuzione della pressione dell'idrogeno causata dal suo assorbimento all'interno del nichel. Parallelamente, la barretta di nichel, viene mantenuta ad una temperatura che va dai 150 °C fino a 450 °C. Quando il nichel risulta ben caricato, si può procedere a delle rapide variazioni di pressione, che, in certi casi, possono portare allo spontaneo innesco di un intenso fenomeno di produzione di calore, che sembra avere molti punti in comune con una reazione di natura nucleare.
28. ↑  Gli autori hanno anche osservato che l'idrogeno presente nella cella, con il tempo, si carica di elio-3 (3He), mentre l'analisi microscopica della superficie di nichel fa apparire questa devastata da micro crateri dovuti a fenomeni di fusione del metallo. L'analisi SEM della superficie mostra la presenza di una serie di nuovi elementi atomici che hanno in comune il fatto di essere tutti più leggeri del nichel.
29. ↑  Gli autori dell'articolo, nell'"abstract", così affermano:
Noi abbiamo trovato gli stessi risultati del gruppo di Piantelli-Focardi, risultati in linea con le nostre osservazioni; vale a dire noi misurammo temperature più alte rispetto al contributo di calore immesso, quando l'idrogeno è assorbito durante un ciclo di riscaldamento. Ciononostante, a questo aumento di temperatura non sembra corrispondere un aumento in produzione di calore. Noi abbiamo aggiunto un sensore di temperatura al contenitore dell'esperimento...
In pratica essi affermano che hanno registrato un certo assorbimento dell'idrogeno da parte del nichel nell'intervallo di temperature segnalato da Pinatelli-Focardi, hanno anche rilevato un aumento di temperatura all'interno del campione di nichel, ma, ed è questo il punto considerato determinante dagli autori del lavoro, non hanno rilevato un apprezzabile aumento di temperatura sul contenitore esterno. Quest'ultimo fatto rende quindi plausibile una spiegazione di natura elettrochimica del fenomeno di riscaldamento del campione di nichel, senza dover implicare fenomeni di natura nucleare.
A seguito di questo risultato negativo, i ricercatori del CERN non hanno ritenuto di dover fare un'analisi della superficie dei campioni di nichel per la ricerca di eventuali ceneri di origine nucleare, né, nel corso degli esperimenti, hanno mai verificato con opportuna strumentazione l'eventuale emissione di raggi gamma o neutroni da parte dei campioni sottoposti a test.
30. ↑  Nel 1999, il ricercatore Luigi Nosenzo (Università di Pavia) in collaborazione con Luigi Cattaneo (CNR), presso il Dipartimento di Fisica "A. Volta" dell'Università di Pavia, hanno elaborato l'esperimento di Piantelli-Focardi sul caricamento del nichel con l'idrogeno, riportando quanto segue:
Ultimamente è stato riportato in letteratura che un campione di nichel, caricato in particolari condizioni con idrogeno (e deuterio nella concentrazione naturale) e mantenuto a temperatura superiore alla temperatura di transizione ferromagnetica, sarebbe in grado di liberare una quantità di energia non giustificabile in termini di normali reazioni chimiche e/o transizioni strutturali. Il fenomeno si accompagnerebbe anche all'irraggiamento di gamma e di neutroni. Alcuni gruppi sperimentali di Università e Istituti di ricerca italiani, uno dei quali è il presente, si sono accordati al fine di riprodurre e discutere indipendentemente l'esperimento originale.
Nel corso del '98/'99 sono stati studiati tre differenti campioni di nichel. Essi sono stati trattati in atmosfera di idrogeno naturale. I risultati ottenuti, oggetto di una tesi di laurea, hanno mostrato, in un caso, un debole assorbimento anomalo di gas da parte del nichel; in nessun caso è stato possibile osservare alcun significativo sviluppo anomalo di calore o emissione gamma o comparsa di nuovi elementi, originariamente non presenti (trasmutazione).

### Bibliografiche
1. ↑  http://www.greenstyle.it/la-fusione-fredda-e-una-bufala-intervista-a-silvano-fuso-14452.html
2. ↑  (EN) Dennis Bushnell, Low Energy Nuclear Reactions, the Realism and the Outlook, su futureinnovation.larc.nasa.gov, NASA. URL consultato il 16 novembre 2012 (archiviato dall'url originale il 2 aprile 2013).
3. 1 2 3 4  U.S. Department of Energy (1989). "A Report of the Energy Research Advisory Board to the United States Department of Energy", Washington US (25 May 2008)
4. ↑  Paneth, F., and K. Peters (1926), Nature, 118, 526.
5. ↑  Kowalski, Ludwik (2004), "Jones's manuscript on History of Cold Fusion at BYU Archiviato il 6 maggio 2008 in Internet Archive.", Montclair, NJ: csam.montclair.edu Archiviato il 19 novembre 2008 in Internet Archive..
6. ↑  Fleischmann, Martin (2003), Background to cold fusion: the genesis of a concept, Tenth International Conference on Cold Fusion, Cambridge, MA: World Scientific Publishing, ISBN 978-981-256-564-8
7. 1 2  Gai, M.; Rugari, S. L.; France, R. H.; Lund, B. J.; Zhao, Z.; Davenport, A. J.; Isaacs, H. S. & Lynn, K. G. (1989), Upper limits on neutron and big gamma-ray emission from cold fusion, Nature 340: 29–34
8. ↑  Leggett, A.J. (1989), Exact upper bound on barrier penetration probabilities in many-body systems: Application to “cold fusion”, Phys. Rev. Lett. (no. 63): 191-194.
9. ↑  Fleischmann, Martin e Pons, Stanley (1989), “Electrochemically induced nuclear fusion of deuterium”, Journal of Electroanalytical Chemistry 261 (2A): 301–308.
10. ↑  Browne, M. (3 maggio 1989), “Physicists Debunk Claim Of a New Kind of Fusion”, New York Times. Accesso 25 maggio 2008.
11. ↑  Wilson, R. H. (1992), “Analysis of experiments on the calorimetry of LiOD-D2O electrochemical cells”, Journal of Electroanalytical Chemistry 332: 1–31
12. ↑  Shkedi, Zvi; McDonald, R.C.; Breen, J.J.; Maguire, S.J. & Veranth, J. (1995), “Calorimetry, Excess Heat, and Faraday Efficiency in Ni-H2O Electrolytic Cells.”, Fusion Technology 28 (4): 1720-1731.
13. 1 2  Jones, J. E.; Hansen, L. D.; Jones, S. E.; Shelton, D. S. & Thorne, J. M. (1995), “Faradaic efficiencies less than 100% during electrolysis of water can account for reports of excess heat in "cold fusion" cells”, Journal of Physical Chemistry 99 (18): 6973-6979
14. ↑  Will, F. G. (1997), “Hydrogen + oxygen recombination and related heat generation in undivided electrolysis cells”, Journal of Electroanalytical Chemistry 426 (1): 177–184.
15. ↑  Storms, Edmund (2007), Science of Low Energy Nuclear Reaction: “A Comprehensive Compilation of Evidence and Explanations”, Singapore: World Scientific, ISBN 981-270-620-8.
16. ↑  M. Fleischmann e S. Pons, "Electrochemically induced nuclear fusion of deuterium", Journal of Electroanalytical Chemistry and Interfacial Electrochemistry (10 April 1989), 261, 301.
17. ↑  (EN)  Steven Krivit, "MIT Attack on Fleischmann and Pons Archiviato il 28 settembre 2007 in Internet Archive.".
18. ↑  (EN)  Robert L. Park, Voodoo Science: The Road from Foolishness to Fraud, Oxford University Press; Reprint edition (Oct 2001). ISBN 0-19-514710-3.
19. ↑  (EN)  M. Gai, S. L. Rugari, R. H. France, B. J. Lund, Z. Zhao, A. J. Davenport, H. S. Isaacs e K. G. Lynn, Upper limits on neutron and γ-ray emission from cold fusion, Nature, 6 luglio 1989, 340, 29.
20. ↑  (EN)  D. E. Williams, D. J. S. Findlay, D. H. Craston, M. R. Sené, M. Bailey, S. Croft, B. W. Hooton, C. P. Jones, A. R. J. Kucernak, J. A. Mason e R. I. Taylor, Upper bounds on 'cold fusion' in electrolytic cells, Nature, 23 novembre 1989, 342, 375.
21. ↑  (EN)  Cold Fusion Research, A Report of the Energy Research Advisory Board to the United States Department of Energy, novembre 1989.
22. ↑  (EN) Robert L. Park, Voodoo Science: The road from foolishness to fraud, Oxford University Press, 2000, ISBN 0-19-860443-2. URL consultato il 13 giugno 2013.
23. ↑  (EN)  M. Fleischmann, S. Pons, M. W. Anderson, Lian-Jun Li e M. Hawkins, "Calorimetry of the palladium-deuterium-heavy water system", Journal of Electroanalytical Chemistry and Interfacial Electrochemistry, 25 luglio 1990, 287, 293.
24. ↑  (EN)  Steven Krivit, "Controversial M.I.T. Cold Fusion Graphs" Archiviato il 14 maggio 2007 in Internet Archive.
25. ↑  Eugene Mallove, Fire From Ice, Infinite Energy Press, 1999. ISBN 1-892925-02-8. Il libro sostiene che il gruppo di lavoro composto da Stanley Pons e Martin Fleischmann presso l'università dello Utah abbia realmente prodotto una quantità di energia superiore all'unità con un esperimento replicato in diverse occasioni, ma che i risultati siano stati soppressi attraverso l'organizzazione di una campagna di ridicolizzazione da gruppi di potere accademici, compresi quelli che studiano la fusione termonucleare controllata, al fine di cercare di proteggere le loro attività di ricerca e di finanziamento.
26. ↑  (EN)  E. Mallove, "MIT and cold fusion: a special report", 1999.
27. ↑  (EN)  "The pressure for conformity is enormous. I have experienced it in editors' rejection of submitted papers, based on venomous criticism of anonymous referees. The replacement of impartial reviewing by censorship will be the death of science." Schwinger, J., "Cold fusion: Does it have a future?", Evol. Trends Phys. Sci., Proc. Yoshio Nishina Centen. Symp., Tokyo 1990, 1991. 57: p. 171.
28. ↑  Dalla biografia inserita nella rivista cerncourier.com e scritta dai due colleghi, Peter Schmid e Gottfried Kellner, viene descritto il suo atteggiamento verso il fenomeno della fusione fredda: L'analisi della affermazioni fatte da alcuni suoi colleghi della comunità scientifica che avevano asserito di aver scoperto l'evidenza della fusione fredda, occupò le facoltà di critica di Morrison nel corso di molti anni. Anche se lui fu inizialmente assai entusiasmato da questo fenomeno, trovò poi rapidamente molti punti deboli e contraddizioni negli argomenti dei suoi colleghi e quindi divenne pronto ad esprimere la propria opinione, dedicandosi all'opposizione di tali affermazioni. Un altro paragrafo della sua biografia fa riferimento al fatto che Morrison fu citato come testimone della difesa per un processo di diffamazione a causa di un articolo scritto sul quotidiano La Repubblica: I suoi forti sentimenti sulla questione, portarono Morrison a testimoniare in un caso giudiziario che era stato avviato da parte di un gruppo di fisici contro il giornale italiano La Repubblica. Prendendo la fusione fredda come esempio chiave, Morrison sviluppò poi una sua formulazione di "scienza patologica" tramite una serie di articoli e presentazioni.
29. ↑  Douglas R.O. Morrison. "Review of cold fusion". Sov. Phys. Usp. 34 1055-1060 (1991). Abstract dell'articolo: I risultati sperimentali sulla fusione fredda sono stati passati in rassegna. La maggior parte degli esperimenti non rilevano nessun effetto ed i limiti superiori sono apprezzabilmente più bassi degli effetti positivi annunciati in alcuni esperimenti. È possibile concludere che: (a) Non vi è produzione di calore di eccesso e (b) è evidente che il bilancio finale è fortemente contro la presenza di prodotti di fusione. È stata osservata una curiosa regionalizzazione dei risultati, in alcune parti del mondo sono stati trovati solo risultati negativi, e solo risultati positivi in altre parti. Inoltre il rapporto dei risultati positivi rispetto ai negativi varia con il tempo. Studi precedenti sul palladio indicano che la fusione non dovrebbe accadere nel metallo. La fusione fredda si spiega meglio come un esempio di scienza patologica
30. ↑  Fleischmann, Martin & Pons, Stanley, Journal of Electroanalytical Chemistry 261 (2A), 1989. pp. 301-308.
31. ↑  Il rapporto di caricamento è un valore numerico dato dalla quantità di atomi di idrogeno o deuterio presenti all'interno di un certo volume rispetto agli atomi di un metallo, come ad esempio il palladio, presenti nello stesso volume. Ad esempio se in un certo volume vi sono 100 atomi di palladio e 90 atomi di deuterio, il rapporto di caricamento è pari a 0,90. La determinazione analitica di questo rapporto non è una impresa facile e ciò è dimostrato da molti lavori che si concentrano solo sulla determinazione di tale parametro, ad esempio: E. Del Giudice, A. De Ninno, M. Fleischmann, A. Frattolillo, G. Mengoli. "Loading of H(D) in a Pd lattice Archiviato il 17 agosto 2007 in Internet Archive.". Proc. of 9th International Conference on Cold Fusion, ICCF9 Bejing (Cina), 19-24 maggio, 2002
32. 1 2  F. Celani, A. Spallone et al.”Evidence of anomalous tritium excess in D/Pd overloading. experiments”. LNF-02/013 (P), 2 luglio 2002.
33. ↑  Antonella De Ninno, Antonio Frattolillo, Antonietta Rizzo
Rapporto Tecnico ENEA RT2002/41/FUS
ENEA - Unità Tecnico Scientifica Fusione; Centro Ricerche Frascati, Roma, 2002
34. ↑  Roberto Germano, Fusione fredda. Moderna storia d'inquisizione e d'alchimia, Bibliopolis, 2003. ISBN 88-7088-436-8.
35. ↑  Camillo Franchini. "Che fine ha fatto la fusione fredda?". , marzo-Aprile 2008, pp. 26-42. L'articolo, a pag. 41, si conclude con questo paragrafo: "Insomma la strana vicenda della fusione fredda ha dimostrato che l'inesistenza di un fenomeno non è un impedimento per continuare la ricerca. Finché saranno disponibili fondi, la ricerca continuerà. I finanziamenti saranno sempre trovati, perché i ricercatori sono poco incentivati a presentare risultati scarsi o negativi, per non perdere i finanziamenti. La chiusura della ricerca sulla fusione nell'Università dello Utah non è servita per accelerare il declino asintotico della fusione fredda. La ricerca è semplicemente continuata da altre parti."
36. ↑  Seminario L'energia “fredda” e le fonti rinnovabili - In ricordo di Giuliano Preparata, 24 ottobre 2000, Roma.
37. ↑  Seata, Peter N.; Schaffer, Michael J.; Morrison, Douglas R.O.; Heeter, Robert F. "What is the current scientific thinking on cold fusion? Is there any possible validity to this phenomenon?", Scientific American (21 ottobre, 1999).
38. ↑  F. Scaramuzzi, “"Ten Years of Cold Fusion: an Eye-witness Account"”. Accountability in Research, 8, 77 (2000); una versione in italiano è stata pubblicata su Energia, Ambiente e Innovazione, 5,21 (2001)
39. ↑  Jones, Steven Earl. "Muon-catalysed fusion revisited". Nature. Nature Publishing Group, 1986.
40. 1 2  Fleischmann, M., S. Pons, and M. Hawkins. "Electrochemically induced nuclear fusion of deuterium". J. Electroanal. Chem., 1989. 261: p. 301 and errata in Vol. 263.
41. 1 2  Lettera di risposta della rivista Science Archiviato il 20 gennaio 2012 in Internet Archive. che giustifica il rifiuto di pubblicazione del Rapporto 41 a suo tempo richiesta dal gruppo di Antonella De Ninno. La lettera inizia con la frase "Poiché il suo manoscritto non ha ricevuto un alto punteggio di priorità durante il processo iniziale di valutazione, non possiamo rinviarlo per una analisi approfondita (in-depth review)".
42. ↑  A. De Ninno, A. Frattolillo, G. Lollobattista, L. Martinis, M. Martone, L. Mori, S. Podda, F. Scaramuzzi. "Emissione di neutroni da un sistema Deuterio-Titanio". Nota presentata nella seduta del 22 aprile 1989 del socio U. Colombo, Atti Acc. Lincei Rend. fis., (8) LXXXIII (1989), 221 (1990)
A. De Ninno, A. Frattolillo, F. Scaramuzzi, da "Understanding Cold Fusion Phenomena". "Neutron emission from a Titanium-Deuterium System" ed. by R. A. Ricci, F. De Marco, E. Sindoni, Conference Proc. (Varenna, 15-16 Sept. 1989) Italian Phys. Soc., 41 (1990)
A. De Ninno, A. Frattolillo, F. Lanza, S. Migliori, C. Pontorieri, S. Scaglione, F. Scaramuzzi, P. Zeppa. "The production of Neutron and Tritium in the Deuterium gas-Titanium interaction" da "The Science of Cold Fusion ", Proc. of II Int. Conf. on Cold Fusion, Como, 29 giugno-4 luglio 1991, a cura di T. Bressani, E. Del Giudice, G. Preparata, Società Italiana di Fisica, 445 (1991)
43. ↑  Fritz G. Will, Krystyna Cedzynska, Denton C. Linton, Tritium generation in palladium cathodes with hight deuterium loading. The Fourth International Conference on Cold Fusion (ICCF-4), Lahaina, Maui, 6-9 dicembre 1993. La pubblicazione riporta alcuni esperimenti di caricamento di deuterio su celle elettrolitiche composte da un filo di palladio immerso in una soluzione di 1N D2SO4 (Soluzione 1 Normale di Acido solforico per il quale al posto dell'atomo di idrogeno vi è del deuterio) rispetto ad un gruppo di controllo costituito dalle stesse celle con acido solforico comune 1N H2SO4.

Nel primo caso si ha una chiara emissione di trizio mentre per il gruppo di controllo non ne viene rilevata nessuna emissione. Da notare poi che per la prima cella, l'emissione di trizio è possibile solo per valori di caricamento, del deuterio rispetto al palladio, uguali o maggiori all'unità. Va anche notato che l'autore dell'articolo, si dichiari comunque contrario all'ipotesi che nella cella possa avvenire una fusione nucleare, in quanto non è riuscito a rilevare un flusso neutronico generato da quella che definisce: la reazione sconosciuta, ossia quella reazione che produrrebbe il trizio.
44. ↑  E. Mallove. "Ohmori Mizuno experiment replicated". New Energy News (NEN), luglio 1998, vol. 6, No. 3, pp. 1-2.
T. Ohmori and T. Mizuno. "Excess Energy Evolution and Transmutation...". Infinite Energy Magazine, giugno-Luglio 1998, No. 20, pp. 14-17.
45. ↑  Ohmori, T. and T. Mizuno. "Strong Excess Energy Evolution, New Element Production, and Electromagnetic Wave and/or Neutron Emission in the Light Water Electrolysis with a Tungsten Cathode". The Seventh International Conference on Cold Fusion (ICCF-7). Vancouver (Canada), 1998.
46. 1 2 3  
Scott R. Little, H. E. Puthoff Ph.D, Marissa Little. "The Incandescent W Experiment Archiviato il 9 maggio 2008 in Internet Archive.". ErthTech International Inc. (ETI), August 1998.

Nella prima serie di prove, nonostante l'esecuzione di ben 10 esperimenti, con gli elettrodi di tungsteno puro forniti direttamente dai ricercatori giapponesi Ohmori e Mizuno, non fu riscontrato nessun eccesso di produzione di calore. Successivamente i ricercatori ricontattarono Mizuno al fine di avere maggiori informazioni sul processo, e proprio grazie a tali informazioni si accorsero di un errore da essi commesso legato al fatto che avevano mal interpretato la configurazione sperimentale pubblicata dai due ricercatori giapponesi, "invertendo quindi la polarità delle celle".

Corressero immediatamente e svolsero quindi una nuova tornata sperimentale. Questo lavoro andò avanti fino al gennaio del 2000, ma nonostante tutti i loro sforzi dovettero "con loro grande costernazione" riscontrare che nessun chiaro eccesso di calore era stato da loro riscontrato. Perciò interruppero gli esperimenti ed asserirono, "con ragionevole certezza", che l'elettrolisi al plasma, nelle condizioni proposte da Ohmori e Mizuno non era capace di produrre un misurabile eccesso di calore e che quindi i due ricercatori giapponesi avevano commesso errori nella misura dell'effettiva energia elettrica impiegata dalla cella durante la reazione.
47. ↑  Mizuno, T., T. Akimoto, and T. Ohmori. "Confirmation of anomalous hydrogen generation by plasma electrolysis". 4th Meeting of Japan CF Research Society. 2003. Iwate, Japan: Iwate University.
48. ↑  J.F. Fauvarque, P.P. Clauzon, G.J-M. Lalleve (CNAM di Parigi). "Abnormal excess heat observed during MIZUNO-type experiments". Documento presentato al ICCF12 Conference (Yokohama, Giappone), novembre 2005.
P. Clauzon- J.F. Fauvarque- G. Lallevé (CNAM Electrochimie Industrielle) e G. Le Buzit (CNAM, Laboratoire de Sciences Nucléaires). "A boiling - water calorimeter for the study of the abnormal excess heat observed during MIZUNO-like experiments". 13th International Conference on Condensed Matter Nuclear Science (ICCF-13) at Dagomys, Sochi (Russia), 25 giugno - 1º luglio, 2007.
49. ↑  T Ohmori, T Mizuno. "Strong Excess Energy Evolution, New Element Production, and Electromagnetic Wave and/or Neutron...". The Seventh International Conference on Cold Fusion, 1998
50. ↑  D. Cirillo, A. Dattilo, V. Iorio, "Trasmutation of metal to low energy in confined plasma in the water", aprile 2004
51. ↑  U.S. Navy, Technical Report 1862. "Thermal and Nuclear Aspects of the Pd-D2O System Archiviato il 16 febbraio 2013 in Internet Archive.". S. Szpak, P.A. Mosier-Boss (editor), SSC San Diego CA (USA), Febbraio 2002.
52. ↑  Dalla Intervista del ricercatore ENEA Vittorio Violante, paragrafo A che punto siete quindi? del documento ENEA "Che fine ha fatto la fusione fredda": ...A cambiare le carte in tavola è stato l'evento scientifico dell'agosto 2003, la Conferenza internazionale sulla fusione fredda tenutasi a Boston. Io e altri ricercatori di istituti stranieri, tra questi alcuni che avevano utilizzato i materiali messi a punto dall'ENEA, presentammo i risultati positivi, che convinsero alcuni accademici americani a sottoporre nuovamente la questione al DoE...
53. ↑  Peter L. Hagelstein, Michael C. H. McKubre, David J. Nagel, Talbot A. Chubb, Randall J. Hekman. "New Physical Effects in Metal Deuterides Archiviato il 9 gennaio 2009 in Internet Archive.". Department of Energy (DoE), 2004. Documento che riporta lo stato dell'arte sugli studi della fusione fredda, al 2003, redatto tra alcuni dei più qualificati ricercatori, selezionati dal DoE in funzione di ottenere una chiara valutazione scientifica del fenomeno.
54. 1 2  U.S. Department of Energy (2004) (PDF), "Report of the Review of Low Energy Nuclear Reactions". Washington, DC: U.S. Department of Energy, retrieved on 19 July 2008. Il protocollo prevedeva di far commentare, nel tempo di un mese, da parte di 9 ricercatori selezionati dal DoE la documentazione raccolta; il 23 agosto 2004 altri 9 ricercatori avrebbero letto la documentazione anonimamente inviata dagli altri 9 esaminatori e quindi ascoltato 6 presentazioni di un'ora fatte da altrettanti gruppi di ricercatori, in modo da ottenere 18 commenti che avrebbero permesso di redigerne il rapporto definitivo.
55. ↑  U.S. Department of Energy (2004) (PDF), "Report of the Review of Low Energy Nuclear Reactions". Washington, DC: U.S. Department of Energy, retrieved on 19 July 2008.
Questo rapporto del U.S. Department of Energy (DOE) ha sollevato ampie critiche da parte della comunità dei ricercatori che operano nel settore delle reazioni LENR, critiche ampiamente riportate nel documento The U.S. Department of Energy 1989 Cold Fusion and 2004 LENR Reviews Archiviato il 29 dicembre 2008 in Internet Archive. scritto nella rivista internet di settore www.newenergytimes.com
56. ↑  Vittorio Violante, ricercatore europeo che ha partecipato alla presentazione verbale con i membri della commissione del DoE, nella intervista: "Che fine ha fatto la fusione fredda" alla domanda: Insomma un ripensamento, nel quale il DOE ha ammesso lo sbaglio del passato?, così interpreta le conclusioni della commissione:
Non proprio, piuttosto l'approvazione di un processo di revisione. Ossia la presa d'atto che la situazione è oggi diversa da quella iniziale del 1989, e che il lavoro fatto nei quindici anni successivi dai vari laboratori di ricerca, come quello dell'ENEA, ha cambiato i termini della questione.
57. ↑  Energy Efficiency and Renewable Energy
Sezione del DoE specializzata allo studio di metodi per il risparmio energetico ed alla promozione di energia rinnovabili.
58. ↑  EERE Network News. "DOE Report on "Cold Fusion" Studies Recommends More Research". 8 dicembre 2004. Vittorio Violante. "Che fine ha fatto la Fusione Fredda". Ufficio Stampa ENEA, ENEA Frascati (Roma). Vittorio Violante, come del resto altri ricercatori che studiano i fenomeni legati alla fusione fredda, hanno sempre lamentato l'interpretazione completamente negativa che molti media hanno riportato sulla valutazione fatta dal DoE nel 2004. In realtà, fanno notare, la maggioranza dei recensori ha solo ammesso di non avere in mano prove certe sulla esistenza di tali fenomeni e che quindi vi è la necessità di avviare nuove e più approfondite attività di ricerca, sulla base delle quali poi procedere ad un nuovo ciclo di analisi.
59. ↑  Arata, Yoshiaki, Zhang Yue-Chang. "Anomalous difference between reaction energies generated within D20-cell and H20 Cell[collegamento interrotto]", Japanese Journal of Applied Physics 37 (11A): L1274-L1276. 1998.
L'esperimento è stato realizzato con una coppia di particolari celle ad altissima pressione, dette DS Cell (“Double-Structures Cathode”), alimentate in serie, di cui una cella era posta in una soluzione di deuterio, l'altra in una soluzione a base di acqua. Le misure sono state fatte come confronto tra le emissioni di calore delle due celle, considerando la cella posta nella soluzione a base di acqua, la cella di riferimento, ovvero quella con assenza di fenomeni di fusione fredda (Comunque vi è da notare che Arata, nella pubblicazione "Critical condition to induce "excess-energy" within DS-H20 cell" del 12 aprile 1999, evidenzia che in condizioni critiche, anche nella cella posta nella soluzione a base di acqua, possono avvenire dei fenomeni di fusione fredda di una certa intensità). Il metodo per confronto utilizzato da Arata, dovrebbe permettere di semplificare la dimostrazione di un eventuale fenomeno di riscaldamento anomalo per semplice confronto, senza dover introdurre complicati calcoli termodinamici.
60. ↑  Francesco Celani, A. Spallone, P. Marini, V. Di Stefano, M. Nakamura. "Electrochemical compression of hydrogen inside a Pd-Ag thin wall tube, by alcohol-water electrolyte". LNF 06/20 (P), 17 luglio 2006.
61. ↑  Yoshiaki Arata, M.J.A. Yue-Chang Zhang. "Development of Compact Nuclear Fusion Reactor Using Solid Pycnodeuterium as Nuclear Fuel Archiviato il 20 febbraio 2009 in Internet Archive.". 10° International Conference on Cold Fusion (ICCF-10), Cambridge (USA), agosto 2003.
62. ↑  Yoshiaki Arata, M.J.A. Yue-Chang Zhang. "Development of "DS-Reactor" as a practical reactor of "Cold Fusion" based on the "DS-cell" with "DS-Cathode Archiviato il 23 febbraio 2009 in Internet Archive.". 12° International Conference on Cold Fusion (ICCF-12), Yokohama, Giappone, 27 novembre - 2 dicembre 2005
63. ↑  Ludovica Manusardi Carlesi, Fusione fredda alla riscossa Archiviato il 19 maggio 2008 in Internet Archive., Sole 24 Ore On Line, 15 maggio 2008.

Giuseppe Caravita, Fusione fredda: è vicina la soluzione del mistero?, Sole 24 Ore On Line, 15 maggio 2008.
64. ↑  Il protocollo utilizzato da Yoshiaki Arata è stato brevettato il 10 ottobre 2003, con un brevetto europeo EP1551032 dal titolo Hydrogen Condensate and Method of Generating Heat Therewith.
65. ↑  Francesco Celani. "Esperimento DIAFF Archiviato il 18 settembre 2009 in Internet Archive.". Istituto Nazionale di Fisica Nucleare (INFN), Frascati (Roma), 2006.
66. ↑  La copertura giornalistica dell'evento è stata prevalentemente Giapponese, questo ha impedito, in un primo momento, di ottenere notizie precise sui giornali occidentali. Comunque Steven B. Krivit di New Energy Times era uno dei pochi occidentali presenti all'avvenimento lo ha descritto in un articolo uscito il giorno successivo ed ha inserito anche un elenco di tutti gli articoli che hanno parlato dell'evento Archiviato il 19 giugno 2008 in Internet Archive., tra i quali quello Archiviato il 20 giugno 2008 in Internet Archive. di uno dei principali giornali economici giapponesi, Nikkan Kogyo Shimbun.
67. ↑  Steven B. Krivit. "Arata-Zhang LENR Demonstration Archiviato il 27 maggio 2008 in Internet Archive.", New Energy Times, 2008. L'articolo riporta la testimonianza diretta dell'autore che era presente alla conferenza di Arata del 22 maggio 2008.
68. ↑  Ludovica Manusardi Carlesi. "Nucleare, la fusione fredda funziona", Sole 24 Ore On Line, 22 maggio 2008.
Giuseppe Caravita. "La rivincita del Samurai", Sole 24 Ore On Line, 22 maggio 2008.
69. ↑  Camillo Franchini. "La fusione fredda di Arata". Scienza & Paranormale N. 80 (14 ottobre 2008).
70. ↑  S. Martellucci, A. Rosati, F. Scaramuzzi, F. Violante "Fusione Fredda, Storia della Ricerca in Italia". ENEA, Focus tecnologie, cap: 2.2 ed. 2008. il gruppo di Criogenia aveva immediatamente individuato la strada di utilizzare un metallo, ad esempio il titanio capace di assorbire idrogeno/deuterio in quanto negli anni aveva accumulato una grossa esperienza con le pompe getter utilizzate al fine di ottenere vuoti estremamente spinti, tali pompe sono realizzate proprio sfruttando dei metalli assorbitori di idrogeno/deuterio, come il titanio.
71. ↑  Steven B. Krivit e Nadine Winocur, Psy.D. Prefazione Alla Versione Italiana, in (Trad. italiana a cura di Antonella De Ninno, Antonio Frattolillo, Antonietta Rizzo) "Rapporto Sulla Fusione Fredda Archiviato il 17 maggio 2008 in Internet Archive.". Los Angeles (USA), New Energy Times, 2004. p. 4. Continuando la lettura del capitolo, ad un certo punto, viene spiegato il prosieguo della vicenda. La testimonianza riassume alcuni aspetti del dibattito che si aprì successivamente all'annuncio ed alle prime difficoltà nella replicazione dei risultati, difficoltà che portarono ad una accesa divisione tra gli scienziati, generando due distinti gruppi:
Il primo gruppo che affermava la realtà del fenomeno, anche se era costretto ad ammettere che sussisteva una evidente difficoltà di replica e quindi della oggettiva impossibilità di ottenere, in tempi brevi, una dimostrazione scientificamente valida.

Il secondo gruppo, invece, ne negava l'assoluta esistenza e che quindi qualsiasi studio su di esso non meritava un approfondito scientifico.
Poche volte nella scienza si sono avuti due partiti così nettamente divisi su questioni scientifiche tanto fondamentali, ma ciò fu quello che capitò in quei particolari momenti del 1989:
... Il seguito della vicenda italiana, ricalca fedelmente quello che successe negli Stati Uniti, dopo alcuni mesi di ispezioni al laboratorio dell'ENEA da parte di organismi scientifici internazionali e di società private come la British Petroleum, venne decretato che si era in realtà trattato di una “bufala” e che era meglio non parlarne più. Anche l'ENEA fece marcia indietro, al Prof. Scaramuzzi venne sì concessa la dirigenza, ma al suo gruppo non vennero assegnati che pochi fondi per l'anno in corso e più nulla nei successivi. Molti ricercatori che avevano tentato di salire sul carro dei trionfatori, si affrettarono a scenderne vista la “mala parata” e ritrattarono i loro risultati, unendosi immediatamente dopo al coro dei detrattori.
Questo rapido cambiamento di fronte si realizzò in soli 6 mesi. Già nell'autunno del 1989 era fortemente sconsigliato in ENEA e nel resto della comunità scientifica dire di avere qualcosa a che fare con la fusione fredda.
Da questo momento in poi le notizie che sono filtrate sulla fusione fredda sono state molto scarse e questo ha contribuito al nascere di una leggenda: molti si chiedono se si è trattato davvero di una bufala o se è all'opera una congiura per tenere nascosta una ricerca scomoda.
La gente, si sa, ama le leggende e la scarsità di informazioni ha paradossalmente aiutato la fusione fredda a rimanere viva nell'immaginario collettivo.
Pochi sanno, ad esempio, che già nella primavera del 1989, tre fisici italiani: Giuliano Preparata, [Emilio Del Giudice] e Tullio Bressani, pubblicarono un articolo sulla rivista Il Nuovo Cimento in cui venivano gettate le basi per una teoria predittiva della fusione fredda.
72. ↑  T. Bressani, E. Del Giudice, G. Preparata. "First steps Toward Understanding Cold Fusion". Il Nuovo Cimento, 101A, pp. 845-849, 1989
73. ↑  Steven B. Krivit e Nadine Winocur, Psy.D. Prefazione Alla Versione Italiana, in (Trad. italiana a cura di Antonella De Ninno, Antonio Frattolillo, Antonietta Rizzo) Rapporto Sulla Fusione Fredda Archiviato il 17 maggio 2008 in Internet Archive.. Los Angeles (USA), New Energy Times, 2004. p. 5
Perché il fenomeno avvenisse e la completa deformazione del noto schema dei canali di decadimento della reazione nucleare studiata, una reazione di fusione d+d, che non prevedeva più la massiccia produzione di neutroni e particelle cariche, ma doveva avere un forte sbilanciamento verso la produzione dell'4He (elio-4).
Il capitolo poi prosegue affermando che la conoscenza di una efficace teoria, alla base del fenomeno, impediva, da parte degli sperimentatori, di riprodurre in modo corretto gli esperimenti di Fleischmann e Pons:
Queste previsioni erano disponibili per la comunità scientifica già nel maggio del 1989. Tutte le relazioni tecniche che confutavano la realtà dell'effetto Fleischmann e Pons, pubblicate entro l'autunno dello stesso anno non contengono nessuna indicazione sul caricamento raggiunto ed utilizzano la circostanza della totale mancanza di neutroni e particelle cariche come prova della fraudolenza delle affermazioni di Fleischmann, Pons e di tutta la banda di coloro che, da allora vengono chiamati i “believers” (i credenti).
Le previsioni della teoria di Preparata, Del Giudice e Bressani furono confermate, nel giro di alcuni mesi, dai laboratori in cui si erano “rintanati” coloro che continuavano a credere più alle loro osservazioni che ai sacri testi del moderno aristotelismo.
74. ↑   Giovanni Maria Pace, Signori scienziati, perché ci truffate?, in la Repubblica, 21 ottobre 1991. URL consultato il 2 gennaio 2009.
75. ↑  S. Casillo F. Di Trocchio. Falsi scoop e scienza spettacolo nei quotidiani, in Falsi Giornalistici, Alfredo Guidi Editore, 1997. pp 153-154. ISBN 88-7188-142-7

Il giudizio espresso dal tribunale di Roma aggiunge poi:

lo stesso comportamento tenuto da Fleischmann Martin e Pons Stanley, che in più occasioni fornirono dati tra loro contrastanti, l'omessa citazione del contributo fornito dal professore Jones a quegli stessi studi; le dichiarazioni rilasciate agli organi di informazione sulle prospettive e gli sviluppi della ricerca, assolutamente privi di qualsiasi riscontro nella realtà, suscitano non poche perplessità circa la correttezza dei due scienziati. Si deve quindi ritenere che le espressioni di severa critica usate negli articoli da Giovanni Maria Pace nei confronti dei fautori della fusione fredda sono giustificate dall'esistenza di una rilevante contestazione da parte della stessa comunità scientifica non soltanto nei riguardi dell'impostazione teorica della ricerca, ma anche per il modo in cui sono stati condotti gli esperimenti, sono stati divulgati dati relativi, sono state trattate le conclusioni sui futuri sviluppi della ricerca...
76. ↑  Sentenza n. 3864/01 del 23 ottobre 2001 da parte della Corte d'Appello di Roma Prima sezione Civile.in quanto aveva accertato l'illecito commesso dall'autore dell'articolo (in relazione all'art. 595 c.p.).
77. ↑  Sul risarcimento la sentenza così dispose:
Condanna la Società Gruppo Editoriale L'Espresso S.p.a., Eugenio Scalfari e Giovanni Maria Pace, in solido tra loro, al risarcimento del danno nei confronti dei detti appellanti, che liquida il L. 100.000.000 in favore di ciascuno di essi, nonché al rimborso delle spese etc.
78. ↑  Il perito del tribunale di Roma, Professor Giovanni Lichieri, ordinario di chimica fisica Università di Stato, è autore della Consulenza Tecnica d'ufficio (Sentenza 3864/01 della Corte d'Appello di Roma, 2001, pp. 5.): ..tra l'aprile 1989 e il settembre 1992 sono stati dedicati, sulle riviste scientifiche, 743 articoli, dei quali 332 a carattere sperimentale, di questi 115 si sono espressi favorevolmente, 147 in modo negativo, 70 non hanno descritto risultati decisivi in un senso o nell'altro; dei 183 articoli a contenuto teorico, 76 hanno espresso opinioni favorevoli, 32 contrari, 75 non hanno preso posizione; dei 104 lavori di rassegna e discussione, 20 hanno dato giudizio positivo, 35 negativi, 49 hanno concluso nel dubbio.. Di fatto il tribunale, con il riesame degli atti, ha rivalutato la consulenza tecnica di ufficio redatta dal Professor Giovanni Lichieri e depositata il 3 marzo 1994. Sullo stato di avanzamento delle ricerche nel settore della fusione fredda tra il 1989 al 1992, negando che vi fossero elementi sufficienti per riconoscere il fallimento della ricerca negava pure che nelle successive precisazioni-correzioni fornite da M. Fleischmann, S. Pons, vi fossero manipolazioni, da cui inferire un loro tentativo di sottile inganno verso la comunità degli scienziati e verso la società.
79. ↑  Roberto Germano. "Aqua. L'acqua elettromagnetica e le sue mirabolanti avventure", Bibliopolis, 2007. ISBN 978-88-7088-517-0

Nel libro è riportata delle testimonianze e la valutazione della sentenza che conclude con questa frase:

... l'articolo è stato giudicato diffamatorio, Fleischmann e Pons hanno ricevuto un risarcimento che ha coperto anche le nostre spese legali. La Corte, però, ecco perché è una sentenza di compromesso, non ha obbligato il giornale a pubblicare il testo della sentenza.
80. 1 2  Antonella De Ninno, Antonio Frattolillo, Antonietta Rizzo. "Rapporto Tecnico ENEA RT2002/41/FUS Archiviato il 9 ottobre 2004 in Internet Archive.". ENEA - Unità Tecnico Scientifica Fusione, Centro Ricerche Frascati, Roma (2002)
81. ↑  
A. Frattolillo, A. De Ninno, A. Rizzo. Experimental evidence of 4He production in a cold fusion Archiviato il 29 agosto 2020 in Internet Archive.
82. ↑   Territorioscuola, su territorioscuola.com. URL consultato il 20 gennaio 2011 (archiviato dall'url originale il 20 ottobre 2011).
83. ↑  Rai News 24, Inchiesta sul rapporto ENEA n.41 Archiviato il 26 luglio 2012 in Internet Archive.
84. ↑  Sul tema delle difficoltà incontrate, dagli autori del Rapporto 41, per la pubblicazione su alcune principali riviste scientifiche del settore, l'inchiesta si sofferma in un approfondimento:
...nell'estate del 2002 il Rapporto 41 fu inviato a diverse riviste scientifiche. Le prime due furono le statunitensi Science e Nature, quelle che "hanno un "impact factor" più alto, come si suol dire. 
Nel senso che una pubblicazione su queste riviste "vale" molto di più per la carriera scientifica di un ricercatore. "Nel giro di qualche giorno - ricorda Antonella De Ninno - a stretto giro di posta elettronica, Science ha risposto che non avevano spazio per pubblicare questo lavoro. Non sono entrati nel merito, non ci hanno neanche consentito l'accesso al processo di "review", che si usa di solito nel mondo scientifico, per cui un lavoro viene mandato ad altri colleghi che ne valutano l'attendibilità ed eventualmente chiedono chiarimenti. In questo caso siamo stati espulsi subito. Ci hanno detto che non c'era spazio, motivi editoriali". "Questa fu la risposta di Science", aggiunge Emilio Del Giudice. "Altri fecero delle osservazioni piuttosto peregrine. Per esempio uno dice: "Come è possibile raggiungere temperature così elevate sott'acqua, nell'acqua della cella elettrolitica?" Evidentemente questo signore non sapeva che esistono i vulcani sottomarini, o che è possibile fare le saldature sott'acqua se c'è una sorgente di energia sufficiente...".
85. ↑  V. Violante, F. Sarto, E. Castagna, M. McKubre, F. Tanzella, G. Hubler, D. Knies, K. Grabowski, T. Zilov, I. Dardik, C. Sibilia. "Joint Scientific Advances in Condensed Matter Nuclear Science". 8th International Workshop on Anomalies in Hydrogen / Deuterium Loaded Metals. 2007. Sicily, Italy.
86. 1 2  Il sito www.newenergytimes.com[collegamento interrotto] riporta una ricca serie di documenti e immagini riprese durante lo svolgimento del congresso.
87. ↑  F. Celani, P Marini, V Di Stefano, A. Spallone. Deuterion electromigration in thin Pd wires coated with nano-particles: evidence for ultra-fast deuterium loading and anomalous, large thermal effects. INFN Laboratori Nazionali di Frascati, SIS Pubblicazioni, Frascati 15 gennaio 2009.
88. ↑  Focardi, F. Piantelli. "Produzione di energia e reazioni nucleari in sistemi Ni-H a 400 C Archiviato il 13 gennaio 2012 in Internet Archive.". Università di Bologna, Conferenza nazionale sulla politica energetica in Italia Archiviato il 25 marzo 2012 in Internet Archive., Bologna (18-19 aprile 2005).
89. ↑  Foresta Martin Franco. "La fusione fredda alla senese accende di nuovo la speranza". Corriere della Sera (19 febbraio 1994)
90. ↑   Istituto Bruno Leoni - Lettera aperta al Presidente Berlusconi, su brunoleoni.it. URL consultato il 21 aprile 2011 (archiviato dall'url originale il 26 ottobre 2011).
91. ↑  Difendiamo l'Università dalla demagogia | Fondazione Magna Carta Archiviato il 2 dicembre 2013 in Internet Archive.
92. ↑   Nucleare: Fisici Ricci E Habel, Impianti Sono Sicuri. Valditara, su guide.supereva.it. URL consultato il 21 aprile 2011 (archiviato dall'url originale il 2 dicembre 2013).
93. ↑  Foresta Martin Franco. "Siena scopre l'energia pulita Fusione fredda all'italiana?", Corriere Della Sera, Milano, 19 febbraio 1994.
Sottotitolo: Francesco Piantelli, Roberto Habel e Sergio Focardi: "Il nostro esperimento è perfettamente controllabile"
L'articolo inizia con questa frase:
Si riaccende il sogno dell'energia pulita, illimitata e a buon prezzo. Da un cilindretto d'acciaio lungo appena 10 centimetri e largo 5 scaturiscono tanta energia e calore da tenere accesa per giorni e giorni una lampadina da 50 watt: a prezzi irrisori e con rendimenti che nessun'altra pila conosciuta è in grado di assicurare. È una nuova, grande illusione o la lampada di Aladino del 2000?
Già da come inizia l'articolo vi sono diverse inesattezze, ad esempio i ricercatori dichiarano circa 50 W di energia emessa, ma i watt sono termici, non elettrici e perciò non utilizzabili per accendere una lampadina se non con una bassissima efficienza, potenza del tutto insufficiente per auto sostenere la reazione di fusione.
L'articolo continua:
E se il rettore Luigi Berlinguer decide di convocare una conferenza oggi alle 12, chiamando a raccolta giornalisti da tutta Italia, deve avere un asso nella manica. Sprizzano gioia ma hanno la bocca cucita, o quasi, i tre ricercatori padri del nuovo marchingegno: sono Francesco Piantelli, Roberto Habel e Sergio Focardi
Vi sono anche alcune descrizioni sul fenomeno:
Dentro al cilindretto d'acciaio ci sono un gas, l'idrogeno, e una barretta di metallo, il nichel. Ad una temperatura di circa 180 gradi il nichel si carica di idrogeno e all'interno del metallo succede un fenomeno di cui parleremo meglio in conferenza stampa. Per ora posso dirle solo che ha luogo una reazione che sviluppa un'energia almeno 1.000 volte superiore a quella di una reazione chimica. Una sola piccola cella produce una potenza di 50 watt
L'articolo chiude con questa frase del rettore dell'Università di Siena Luigi Berlinguer:
E lo stesso Berlinguer, pur raccomandando il massimo della prudenza, commenta soddisfatto: "La ricerca, anche se sostenuta da mezzi poveri, può produrre grandi risultati"
94. ↑  S. Focardi, F. Piantelli, S. Veronesi. "Processi di caricamento del Nichel, di ferromagnetici ed altri metalli". IV Convegno sullo stato della Fusione fredda in Italia, 24-25 marzo Certosa di Pontignano - Siena (1995)
95. ↑  Il protocollo viene descritto in varie pubblicazioni, principalmente scritte da S. Focardi e F. Piantelli, come ad esempio:
S. Focardi, V. Gabbani, V. Montalbano, F. Piantelli, S. Veronesi. "Large excess heat production in Ni-H systems". Il Nuovo Cimento Vol. 111 A, N.11 pp. 1233, novembre 1998
96. ↑  A dimostrazione della probabile natura atomica del fenomeno, gli autori hanno redatto vari studi sull'analisi di un'eventuale emissione neutronica proveniente dalla cella:
Battaglia, L. Daddi, S. Focardi, V. Gabbani, V. Montalbano, F. Piantelli, P.G. Sona, S. Veronesi. "Neutron emission in Ni-H Systems". Nuovo Cimento 112A, pp. 921, 1999.
E. Campari, S. Focardi, V. Gabbani, V. Montalbano, F. Piantelli, E. Sali, S. Veronesi. "Some properties of Ni-H system, ICCF8, 8th International Conference on Cold Fusion". Lerici (La Spezia) 21 - 26 maggio 2000. Conference Proceedings in press.
97. ↑  S. Focardia, V. Gabbanib, V. Montalbano b, F. Piantelli e S. Veronesi. "Evidence of electromagnetic radiation from Ni-H Systems", Eleventh International Conference on Condensed Matter Nuclear Science (ICCF-11). Marsillia France. 2004.
98. ↑  Cerron-Zeballos, E., Crotty, I., Hatzifotiadou, D., Lamas Valverde, J., Williams, M.C.S., and Zichichi, A., "Investigation of Anomalous Heat Production in Ni-H Systems[collegamento interrotto]". Nuovo Cimento, Vol. 109A, p. 1645-1654, (1996).
99. ↑  Piantelli ha criticato le conclusioni negative del gruppo del CERN (vedi: Steven B. Krivit. "Piantelli-Focardi Publication and Replication Path Archiviato il 27 luglio 2008 in Internet Archive.". New Energy Times (2008) Archiviato il 27 luglio 2008 in Internet Archive.) accusando i ricercatori di non aver eseguito in modo corretto il ciclo di caricamento dell'idrogeno nel nichel, citando in particolare un passo del documento del CERN:
On some occasions we observed absorption of hydrogen: The gas pressure started to decrease while the temperature of both the coil and the rod increased
Trad: In qualche occasione abbiamo osservato un assorbimento di idrogneo: la pressione del gas iniziava a scendere mentre la temperatura del riscaldatore (coil) e del cilindro (di nichel) aumentavano.
100. ↑  Adalberto Piazzoli. "Fusione Fredda? Una ricerca italiana". Scienza & Paranormale N. 78 (maggio 2008). L'articolo, nella sua parte finale, così riporta i risultati dell'esperimento di Pavia:
Negli ultimi anni novanta un gruppo di ricercatori e tecnici dei Dipartimenti Fisici dell'Università di Pavia, grazie a un modesto ma sufficiente finanziamento FAR, ha voluto ripetere acriticamente le misure dei colleghi di Firenze e Siena accogliendone tutti i suggerimenti (anche quelli dettati solamente dallo scrupolo di voler mantenere invariate tutte le condizioni) e con una strumentazione quasi identica e comunque con loro concordata.
Le misure, quasi completamente automatizzate, sono durate mesi e hanno prodotto anche un'apprezzata tesi di laurea. Purtroppo non siamo stati in grado di riprodurre alcun risultato dei citati colleghi ma, si sa, nello studio di fenomeni sconosciuti, ancorché esistenti, le conferme e le smentite non hanno lo stesso valore veritativo.
La nostra stima nei colleghi di Firenze e di Siena è rimasta naturalmente immutata.
101. ↑   Copia archiviata, su iccf-14.org. URL consultato il 28 aprile 2008 (archiviato dall'url originale il 25 maggio 2008).
Elenco delle conferenze internazionali che hanno come campo di interesse quello legato ad emissioni anomale di calore dette comunemente reazioni di fusione fredda [fino a ICCF-14].
102. ↑  Il sito ICCF-11 Archiviato il 6 gennaio 2016 in Internet Archive. riporta il programma ed alcuni lavori presentati durante il congresso, svoltosi tra il 31 ottobre al 5 novembre 2004, in questo congresso sono stati presentati 73 lavori.
Link al sito ufficiale del congresso Archiviato il 12 maggio 2008 in Internet Archive. e gli abstract dei lavori.
103. ↑  Il sito ICCF-12 Archiviato il 3 agosto 2012 in Archive.is. riporta il programma ed alcuni lavori presentati durante il congresso, svoltosi tra il 27 novembre al 2 dicembre 2005, in questo congresso sono stati presentati 80 lavori.
Link al sito ufficiale del congresso Archiviato il 3 agosto 2012 in Archive.is. e gli abstract dei lavori Archiviato il 16 luglio 2007 in Internet Archive..
104. ↑  Il sito ICCF-13 Archiviato il 12 maggio 2008 in Internet Archive. riporta il programma ed alcuni lavori presentati durante il congresso, svoltosi tra il 25 giugno al 1º luglio del 2007, in questo congresso sono stati presentati 93 lavori.
105. ↑  ICCF-14 Washington
106. ↑   ICCF-15 Roma, su iccf15.frascati.enea.it. URL consultato l'11 agosto 2009 (archiviato dall'url originale l'8 marzo 2012).
107. ↑   Copia archiviata, su iscmns.org. URL consultato il 20 giugno 2013 (archiviato dall'url originale il 31 marzo 2013).
108. ↑   ICCF-17::The 17th International Conference on Cold Fusion::ICCF-17, su iccf17.org. URL consultato il 19 ottobre 2012 (archiviato dall'url originale il 2 novembre 2012).
109. ↑   ICCF-18 Conference, su iccf18.research.missouri.edu. URL consultato il 26 marzo 2015 (archiviato dall'url originale il 22 giugno 2013).
110. ↑   ICCF 19 Conference (Copia archiviata), su iccf19.com. URL consultato il 20 maggio 2018 (archiviato dall'url originale il 27 maggio 2017).
111. ↑   ICCF-20, su iccf20.net. URL consultato il 20 maggio 2018.
112. ↑   ICCF-21, su iccf21.com. URL consultato il 20 maggio 2018.
113. ↑   ICCF-22, su iscmns.org/iccf22. URL consultato il 23 Giugno 2019 (archiviato dall'url originale il 23 giugno 2019).